# Organització Nacional
Organització Nacional és el nom que rep en la història de l'Argentina el període comprès entre la derrota del règim rosista en la batalla de Caseros, ocorreguda en 1852, i l'accés al poder de l'anomenada Generació del 80, al voltant de l'any 1880.
En aquest període es va definir l'enfrontament històric entre el Partit Federal i el Partit Unitari, enfrontats en les guerres civils argentines, organitzant-se definitivament el país com una federació de províncies. Es van produir canvis profunds en la configuració de l'Estat argentí: 
- es va sancionar la Constitució Nacional de 1853, que va permetre constituir una república federal amb autoritats nacionals;
- va tenir lloc la Guerra contra el Paraguai que va modificar els equilibris regionals;
- es van produir les últimes guerres civils argentines que van derrotar definitivament als cabdills i els gautxos;
- es va realitzar l'anomenada Conquesta del Desert contra els pobles indígenes, triplicant el territori nacional;
- es va resoldre la «qüestió capital» amb la federalització de Buenos Aires;
- es va iniciar el moviment d'immigració ultramarina que modificaria radicalment la població del país;
- es van modernitzar les comunicacions internes (iniciant-se la construcció de la xarxa ferroviària argentina) i les externes, amb la construcció de noves instal·lacions portuàries;
- es va estendre l'educació primària gratuïta, es van crear gran quantitat d'escoles primàries i secundàries;
- es van sancionar les lleis de terres que van promoure el latifundi i van limitar l'accés a la propietat rural dels immigrants i la població nativa.

El període es divideix clarament en dos parts molt diferents entre si: 
- Durant els deu primers anys, l'Argentina va estar de fet dividida en dos estats, la Confederació Argentina i l'Estat de Buenos Aires, cadascun amb les seves autoritats i legislació pròpies.
- Després de dues guerres entre els dos estats, que van finalitzar respectivament amb les derrotes de Buenos Aires en la Batalla de Cepeda de 1859 i de la Confederació en la batalla de Pavón de 1861, el país es va unificar definitivament. Sobre el final del període es va constituir el Partit Autonomista Nacional, establint una nova hegemonia nacional que el mantindria en el poder sense alternances durant quaranta-dos anys.

## Antecedents
El Riu de la Plata va obtenir la seva independència de l'Imperi Espanyol a través de la Revolució de Maig de 1810, encara que no tot el territori es va incorporar a les anomenades Províncies Unides del Riu de la Plata. Una perllongada guerra contra l'antiga metròpoli li va permetre sostenir aquesta independència, que va ser formalment declarada l'any 1816.
Des de l'any 1814 es van produir enfrontaments entre les tendències centralistes de la capital (Buenos Aires), i les tendències centrífugues de diverses províncies. El Partit Federal va sostenir una llarga guerra civil, al final de la qual va aconseguir evitar la subjugació per part del govern central, al preu de destruir tota forma d'organització nacional. A partir de 1820, cada província es va administrar per si mateixa.
Durant aquest període es va produir una transformació profunda de l'estructura econòmica del país: les regions altre temps més pròsperes, com ara el nord-oest, Cuyo i el nord-est (on les economies eren motoritzades per l'intercanvi comercial amb l'Alt Perú, Xile i Paraguai respectivament) van patir una marcada declinació a causa del procés independentista i a la competència dels productes industrials (d'origen majoritàriament britànic) amb les seves produccions artesanals i industrials. Paral·lelament, el Litoral argentí (la importància econòmica durant el Virregnat del Riu de la Plata havia estat molt limitada) va experimentar els efectes d'una ràpida valorització dels productes ramaders, especialment carn en forma de salaó i cuirs, que li van permetre posar-se al capdavant de l'economia del país. D'altra banda, la Província de Buenos Aires es va apoderar dels ingressos de la Duana que servia a tot el país, la principal font d'ingressos públics. El comerç exterior va ser monopolitzat pels comerciants estrangers, especialment britànics.
Enfrontats als federals, els unitaris van intentar repetidament recuperar el control de les províncies i centralitzar el govern. Successives guerres civils van fuetejar les províncies durant gairebé tot el període en què l'estat nacional va deixar d'existir. Dues constitucions del tipus unitari, sancionades en els anys 1819 i 1826, van ser desconegudes per la major part de les províncies.

### La Confederació i el gobernador Rosas
Les províncies governades pels federals van signar en 1831 el Pacte Federal, que des de l'any següent va regular les relacions entre totes elles. Pel mateix es delegaven les relacions exteriors i de guerra internacional en el governador de Buenos Aires, i s'establia que, en cas de conflicte armat, el comandament militar recauria en el governador de la província en què es combatés. Fora d'aquestes dues institucions (per altra banda molt relatives) no s'establia cap autoritat nacional.
A partir d'aquest moment es va generalitzar l'ús del terme Confederació Argentina per nomenar el país. Des 1835 en endavant, l'estancier Juan Manuel de Rosas va governar ininterrompudament la província de Buenos Aires, oposant-se enèrgicament a l'organització constitucional del país, en part per evitar nous enfrontaments per aquesta causa i perquè no creia que les lleis per si mateixes canviaren les estructures polítiques d'un país, però també per conservar el monopoli de la Duana, el control dels rius Paraná i Uruguai, i el de la política interna de les províncies per mitjans militars i econòmics.
Rosas va mantenir el seu poder per mitjà de la persecució dels seus enemics polítics i les aliances militars amb els governs provincials, aconseguint vèncer nombroses revoltes en contra seva i conservant el govern durant setze anys. Fins i tot va derrotar a dos atacs de potències europees (el Bloqueig francès al Riu de la Plata i el Bloqueig anglo-francès del Riu de la Plata).
L'estabilitat del sistema polític implementat per Rosas va evitar la possible disgregació del país en nombrosos estats independents al preu de suprimir les llibertats individuals; les províncies van mantenir la seva autonomia política, però en la pràctica van acabar subordinades als desitjos de Rosas.
A més dels unitaris, durant el govern de Rosas van sorgir com a mínim dos grups opositors més: els «lloms negres», federals descontents amb el control polític de Rosas, i els joves intel·lectuals romàntics, que consideraven que, sota el poder de Rosa, el país estava perdent l'oportunitat de gaudir de tots els beneficis de la «civilització».. Rosas els va anomenar a tots, indistintament, «unitaris», i a tots ells va aconseguir derrotar-los.
Rosas i els seus aliats van enfrontar també una llarga guerra civil al veí Uruguai, on gran part dels seus enemics polítics s'havien refugiat.

### Caseros

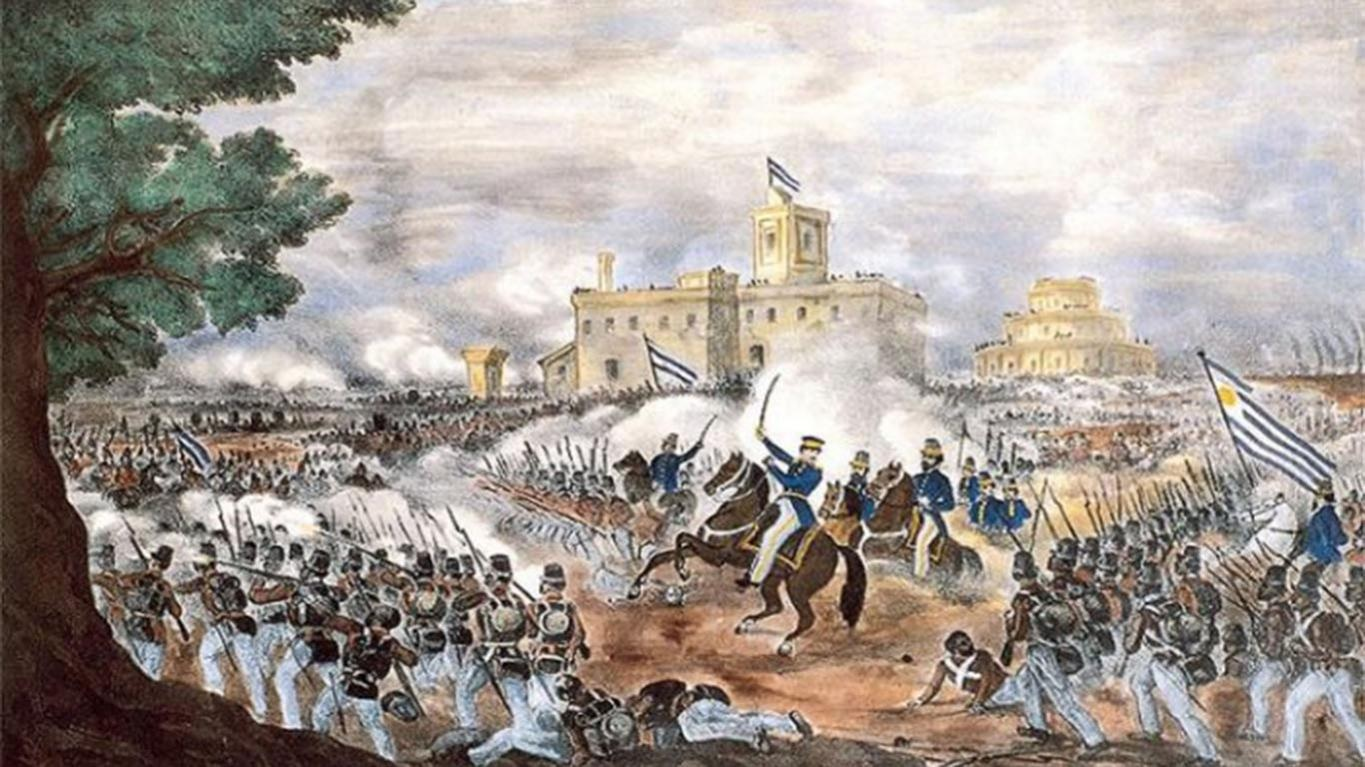
Batalla de Caseros

El 1r de maig de 1851, Justo José de Urquiza, governador d'Entre Ríos addicte fins llavors a Rosas, va decidir trencar públicament amb aquest i forçar la sanció d'una constitució nacional. Aliat a l'Imperi de Brasil, va envair primerament l'Uruguai, on va saldar la victòria a favor dels enemics de Rosas i va incorporar al seu exèrcit les tropes d'ambdós bàndols. Després va signar una aliança amb el nou govern uruguaià, amb Brasil (que va aportar una gran quantitat de diners) i amb la província de Corrientes.
Al capdavant del seu exèrcit va envair primerament la província de Santa Fe i després la de Buenos Aires. Rosas comptava amb el suport dels governadors de les altres províncies, però cap d'elles va mobilitzar forces en el seu suport. El 3 de febrer de 1852, en la batalla de Caseros, l'Ejército Grande (Exèrcit Gran) al comandament d'Urquiza va derrotar l'exèrcit manat per Juan Manuel de Rosas. Aquest va abandonar el país.

## Després de Caseros (1852-1854)

### A Buenos Aires
En els dies que van seguir la derrota de Rosas, a Buenos Aires es va produir un buit absolut de poder; es va estendre el desordre, i la ciutat va ser saquejada pels dispersos de Caseros. Urquiza va nomenar governador provisional a Vicente López y Planes i l'Exèrcit Gran (encapçalat per l'entrerrià) va entrar a Buenos Aires.
Tot just arribada a Montevideo i als altres països veïns la notícia de Caseros, els emigrats van emprendre el retorn a Buenos Aires. Els rosistes, per la seva banda, no es resignaven a perdre el seu lloc destacat en la societat.
Després d'algunes setmanes de reacomodament, es van formar dos grups polítics netament diferenciats: 
- D'una banda, els Federals o urquicistes, que defensaven el procés d'organització nacional sota un poder federal. Entre els seus integrants estaven Vicente López y Planes, el seu fill Vicente Fidel López, Francisco Pico i Juan María Gutiérrez.[22]
- Per la seva banda, el Partit Liberal (molt heterogeni) estava format pels partidaris de la ruptura amb la Confederació. En un primer moment va ser dirigit per Valentín Alsina, que defensava els privilegis que sempre havia tingut Buenos Aires sobre la resta de les províncies. Al poc temps van sorgir nous líders, com Bartolomé Mitre, Dalmacio Vélez Sársfield i Domingo Faustino Sarmiento. Tots ells s'oposaven a la política d'Urquiza, a qui consideraven un cabdill provincià que aspirava a dominar a la província, a la capitalització de Buenos Aires, i a la nacionalització dels drets de la duana. Proposaven l'aïllacionisme de la província i fins i tot la secessió de la mateixa de l'Estat nacional.[22]

Els dos grups van tenir els seus diaris, que es dedicaven a publicar les idees dels dirigents i defensar les seves postures polítiques.
Els liberals van triomfar en les eleccions d'abril per renovar la Sala de Representants, la qual va ser establerta el 1r de maig; per pressió d'Urquiza, la mateixa va confirmar a Vicente López com a governador titular, però aquest no tenia el suport de la Legislatura.

### A les províncies
Tot just entrat a Buenos Aires, Urquiza va enviar una missió a les províncies, per explicar les seves intencions de restablir la vigència del Pacte Federal i emprendre l'organització constitucional. Bernardo de Irigoyen va complir eficaçment la seva comesa; les províncies van delegar en Urquiza el maneig de les relacions exteriors i van acceptar el projecte d'organització nacional.
A la província de Santa Fe, la invasió urquicista havia reemplaçat al governador Pascual Echagüe per un grup de dirigents partidaris d'Urquiza, que per un temps s'alternarien amb dirigents més clarament unitaris. A Corrientes, el governador que s'havia aliat amb Urquiza es va prendre massa temps per tornar de la campanya a Buenos Aires, per la qual cosa els dirigents unitaris el van enderrocar en absència, nomenant en el seu lloc a un col·laborador proper d'Urquiza (encara que de simpaties liberals), Juan Gregorio Pujol. Urquiza, en canvi, va ser reelegit governador d'Entre Ríos per unanimitat.
El resultat de la batalla de Caseros va tenir efectes molt diferents a les províncies de l'interior. En alguns casos, com a Còrdoba, Salta, Jujuy i Mendoza, sengles revolucions van enderrocar als seus governadors.
Altres dos governadors, els de San Juan i Tucumán, van ser enderrocats mentre estaven a San Nicolás de los Arroyos; tots dos van recuperar els seus governs, però mai recuperarien el control total de la situació política a les seves províncies.
A Santiago del Estero i Catamarca, els governants de les últimes dècades van morir entre 1851 i 1852, sent reemplaçats per dirigents més propers a la tradició unitària.
Els nous governadors van ser, en gairebé tots els casos, antics personatges de segona línia dels governs rosistes, que ràpidament van prendre partit per Urquiza. Les úniques dues províncies que van conservar els seus governs van ser La Rioja i San Luis, però tots dos es van adaptar ràpidament a expressar públicament la seva lleialtat a Urquiza, com va passar també amb els governadors de San Juan i Tucumán quan van recuperar els seus governs.
No tots ells eren aliats segurs per Urquiza; els governadors de Corrientes i Santiago del Estero estaven notòriament més a prop de les posicions portenyes que del cercle que envoltava a Urquiza. No obstant això, l'evolució dels esdeveniments posteriors els obligaria a alinear-se amb el govern de la Confederació.

### L'Acord de San Nicolás
El 6 d'abril, els representants de Buenos Aires, Corrientes, Entre Ríos i Santa Fe van signar el Protocol de Palerm, que restablia la vigència del Pacte Federal, delegava en Urquiza el maneig de les relacions exteriors i li encarregava la reunió d'un Congrés Constituent .
Per agilitzar la reunió del congrés constituent i fonamentar legalment la seva autoritat, Urquiza va convidar els governadors de totes les províncies a una reunió que se celebraria a San Nicolás de los Arroyos.
El 31 de maig es va signar l'Acord de San Nicolás. El mateix establia, entre altres punts:
- la vigència del Pacte Federal de 1831,
- la reunió d'un congrés general constituent a Santa Fe a partir d'agost d'aquest mateix any, integrat per dos diputats per cada província, els quals actuarien sense instruccions que restringissin els seus poders,
- la creació del càrrec de «Director Provisori de la Confederació Argentina», que va recaure en el general Urquiza.[43]

L'Acord va ser ratificat per totes les províncies, amb l'única excepció de la de Buenos Aires.

### Urquiza i Buenos Aires
La notícia del que s'havia resolt a San Nicolás va agitar el localisme dels portenys, que s'oposaven al criteri d'igualtat de representació de les províncies al Congrés, ja que, de haver-se fixat alguna forma de proporcionalitat, a Buenos Aires li haguessin correspost més representants que a les altres. També s'oposaven a l'ús dels ingressos de la duana portenya com a ingressos nacionals; i finalment, s'oposaven a la persona d'Urquiza i a la delegació en aquest de poders nacionals.
Al llarg del mes de juny, la legislatura portenya va discutir sobre l'acceptació o rebuig de l'Acord de San Nicolás. Els principals oradors en contra de la seva aprovació van ser Bartolomé Mitre (que fonamentava el seu rebuig al poder despòtic que es lliurava a Urquiza) i Dalmacio Vélez Sársfield, que sostenia que els governadors no tenien atribucions per crear autoritats, la qual cosa competia al Congrés Constituent. Els ministres Vicente Fidel López i Juan María Gutiérrez, i el diputat Francisco Pico van defensar l'Acord.
Va haver-hi sorolloses manifestacions en contra de l'Acord, i en definitiva aquest va ser rebutjat el 22 de juny. En resposta, el governador López y Planes va presentar la seva renúncia, que li va ser acceptada, i en el seu reemplaçament va ser nomenat el president de la Legislatura, general Manuel Guillermo Pinto, amb caràcter provisional.
Urquiza estava encara a Palerm, i va reaccionar amb rapidesa; el 24 de juny va ordenar al seu exèrcit ocupar la capital, va dissoldre la Sala de Representants, va reposar en el seu lloc a López y Planes, i va ordenar la detenció i desterrament de diversos opositors.
El 26 de juliol, davant d'una nova renúncia de López y Planes, Urquiza va assumir personalment el govern de Buenos Aires. En el seu caràcter de director provisori de la Confederació, va disposar la convocatòria al Congrés Constituent, va prohibir la confiscació de béns en tota la Nació, va abolir la pena de mort per delictes polítics i va declarar que el producte de les duanes exteriors era un ingrés de la Nació.
El setembre del 1852, Urquiza va partir cap a Santa Fe per iniciar les sessions del Congrés Constituent.

### L'onze de setembre de 1852
L'11 de setembre de 1852 va esclatar un aixecament militar amb suport civil contra l'autoritat d'Urquiza i el seu delegat, que es va embarcar cap a Entre Ríos, però part de les seves tropes (especialment les correntines) es van unir a la revolució; fins i tot els antics rosistes es van unir a la revolució. Restablerta, la Sala de Representants va desconèixer al Congrés Constituent, va ordenar el retorn dels dos diputats portenys a la mateixa i reassumir el maneig de les seves relacions exteriors.
En tenir notícies de la revolució, Urquiza va ordenar a les seves tropes tornar contra Buenos Aires; però, en veure que la revolta tenia suport popular, va tornar a Entre Ríos. Després d'un breu interinitat del general Pinto, a l'octubre va ser nomenat governador Valentín Alsina.
A partir d'aquest moment, l'anomenat Estat de Buenos Aires va actuar com un país independent de la Confederació.
Alsina va pretendre expandir la revolució portenya a la resta del país i va ordenar al general José María Paz marxar cap a la seva província natal, Córdoba, on havia de proposar la reunió d'un congrés constituent a Buenos Aires, que faria fracassar el de Santa Fe. El governador de Santa Fe va ordenar que se li impedís creuar el seu territori, i Jose María Paz va rebutjar la invitació.
Paz va ser nomenat comandant de les forces estacionades a San Nicolás, amb les que es planejava envair Santa Fe.
Mentrestant, les forces correntines van ser enviades de tornada a la seva província, amb la missió d'envair Entre Ríos en el seu camí. Però les forces desembarcades en Concepció de l'Uruguai van ser derrotades i van haver de fugir cap a Corrientes; i una altra divisió es va reembarcar cap a Buenos Aires. De manera que la projectada invasió de Paz a l'interior va ser suspesa.

### Alçament de Lagos i el setge de Buenos Aires
Després de la batalla de Caseros, les forces de la capital van quedar a càrrec d'oficials amb antecedents unitaris. La situació a les guarnicions de l'interior de la província era molt més complicada, ja que els nouvinguts no tenien experiència en la guerra contra els indígenes, de manera que Urquiza i López van haver de recórrer a diversos dels caps i oficials que havien prestat servei en temps de Rosas. Les crisis polítiques al llarg de l'any 1852 van significar, per a diversos d'ells, successives baixes i altes en el servei actiu, especialment per als caps de més alta graduació.
A poc d'esclatar la revolució de setembre, el govern va reincorporar a molts antics caps rosistes com a caps de campanya, encara que no els consideraven fiables. Quan el govern porteny va iniciar plans per a una guerra generalitzada contra l'interior, els caps rosistes es van rebel·lar; el 1r de desembre, el general Hilario Lagos es va pronunciar contra el govern d'Alsina. Aquest va presentar la renúncia el dia 6, i per tercera vegada va assumir el govern provisional el general Pinto.
Un assalt de les forces de Lagos al centre de la ciutat va ser detingut amb gran esforç, després d'això les tropes federals van posar setge a la ciutat de Buenos Aires. Poc després, un intent de les forces del govern porteny d'ocupar part de l'interior de la província va fracassar en la batalla de San Gregorio; per ajudar a defensar la ciutat, les tropes de Paz van ser cridades a Buenos Aires, i San Nicolás també va ser abandonada als federals.
Urquiza va donar suport a la revolta de Lagos al capdavant d'un important exèrcit, i l'esquadra de la Confederació va bloquejar la ciutat. Durant diversos mesos, Urquiza va tornar a residir a les rodalies de Buenos Aires; periòdicament havia enfrontaments en els voltants de la capital, i també hi va haver diversos combats navals en el Riu de la Plata i el Paraná.
El govern porteny va resoldre la crisi per mitjà del suborn; primer va coaccionar a diversos caps federals per abandonar el setge, i després va subornar al comandant de l'esquadra de la Confederació, l'estatunidenc John Halstead Coe, per lliurar la seva flota al govern porteny. El juliol de 1853, l'exèrcit assetjador es va dissoldre i Urquiza va tornar a Entre Ríos.

### La Constitució Nacional (1853)
El Congrés Constituent va ser inaugurat a Santa Fe al novembre de 1852; Urquiza, el seu gestor, no va poder assistir a causa de la invasió portenya a Entre Ríos. Els diputats, que majoritàriament havien estat elegits pels governadors amb l'anuència d'Urquiza, representaven totes les tendències del pensament polític argentí: federals, antics unitaris, integrants de la generació del 37, ultracatòlics i liberals. Facundo Zuviría, diputat per la província de Salta, va proposar que es posposés la discussió sobre la constitució fins que totes les províncies estiguessin representades, però la majoria va rebutjar aquesta posició.
La tasca de redactar el projecte va recaure fonamentalment en els diputats Benjamín Gorostiaga i Juan María Gutiérrez. El text que aquests van presentar estava basat en el projecte de constitució que havia proposat Juan Bautista Alberdi en Bases i punts de partida per a l'organització política de la República Argentina; el mateix estava inspirat, al seu torn, en la Constitució dels Estats Units d'Amèrica i les constitucions argentines de 1819 i 1826, que seguien la tradició de la Constitució espanyola de 1812.
El projecte va ser acceptat amb pocs canvis; l'elecció de la forma de govern no va ser un problema, ja que tots acceptaven la republicana, representativa i federal, encara que els poders delegats al govern federal (i dins d'aquest al poder executiu) van ser molt amplis. A l'article 14 es van establir les llibertats essencials; també es fomentava expressament la immigració.
Les discrepàncies es van presentar en temes com la llibertat de cultes i la religió de l'Estat; alguns diputats consideraven indispensable establir el catolicisme com a religió de l'Estat, però finalment es va aprovar una fórmula mixta, en què el catolicisme seria la religió sostinguda per l'Estat però es garantia la pràctica d'altres religions. Un altre tema discutit va ser la capital de la república; tot i la secessió de la província de Buenos Aires, l'article 3 de la Constitució la declarava capital del país. Hi va haver també discussions sobre els drets de duana, que van ser declarats un recurs nacional.
Les províncies conservaven la seva autonomia i havien de donar-se la seva pròpia constitució. Tot i que la Constitució nomenava al país com a Confederació Argentina, el règim establert era el d'una república federal. A la pràctica, durant la primera dècada el sistema polític funcionaria com una federació de províncies, encara que unides per un vincle més ferm que el que havia existit durant el règim rosista.
El 1r de maig de 1853 va ser sancionada la Constitució, la qual va ser jurada en assemblees públiques a les capitals provincials.

## La presidència d'Urquiza (1854-1860)

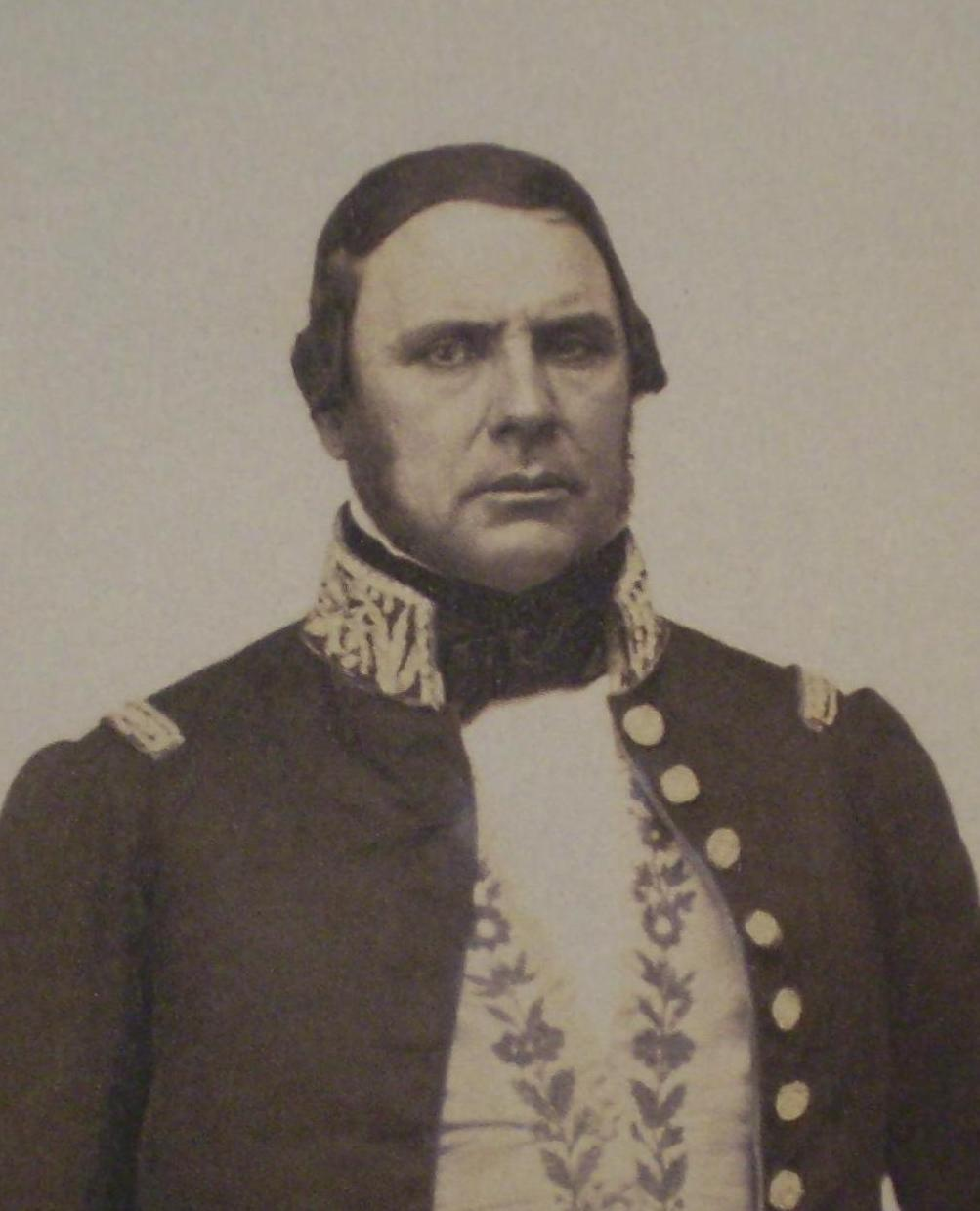
El president Justo José de Urquiza (1851)

Realitzades les eleccions, va ser elegit president Justo José d'Urquiza, acompanyat per Salvador María del Carril com a vicepresident. La capital va ser establerta en forma provisional a la capital de la província d'Entre Ríos; per això es va federalitzar tot el territori de la província, que va passar a estar governada directament pel president.

### Política interna
Poc després d'assumir el seu govern, Urquiza va viatjar a Córdoba a presidir una reunió dels governadors de les províncies veïnes, amb la qual cosa va voler mostrar la ferma unió entre les mateixes, amenaçades tant per la política de Buenos Aires com per la recent història de divisions entre elles.
Un cop establert a Paraná, Urquiza va convocar a eleccions de diputats i senadors, inaugurant les primeres sessions del Congrés Nacional el 22 d'octubre de 1854. L'organització del poder judicial va presentar majors dificultats a causa de l'escassetat de personal capacitat; si bé el president va designar als membres de la Cort Suprema de Justícia i va sancionar la llei per a l'organització de les Cambres Federals, la Justícia Federal mai va arribar a funcionar.
La Confederació no tenia recursos polítics ni econòmics per tirar endavant grans iniciatives públiques. Una de les matèries en què va aconseguir més èxits va ser la conformació d'un exèrcit nacional. Les forces provincials es van mantenir autònomes, però el govern va aconseguir organitzar regions militars que poguessin funcionar com a unitats militars en el futur.

### Relacions exteriors
Poc després de la batalla de Caseros, Urquiza havia reconegut a nom de la Confederació la independència del Paraguai (que mai havia estat reconeguda per Rosas) per mitjà d'un conveni, i tot seguit declarat lliure la navegació dels rius.
La divisió entre la Confederació i Buenos Aires va plantejar un problema als representants diplomàtics acreditats a l'Argentina; si bé reconeixien l'autoritat d'Urquiza sobre tot el país, l'enorme majoria dels seus interessos comercials i els seus ciutadans residents estaven a Buenos Aires. De manera que van sostenir ministres plenipotenciaris a Paranà i cònsols a Buenos Aires, tractant d'intervenir a favor de la unió nacional.
Tot i la importància que Urquiza i el seu govern donaven a les relacions amb les principals potències estrangeres, la seva primera prioritat va ser solucionar un greu obstacle a les relacions amb les monarquies europees; aconseguir el reconeixement de la independència argentina per part d'Espanya. Juan Bautista Alberdi va representar la Confederació davant la Corona Espanyola, però també Buenos Aires va tenir el seu cònsol a Espanya, cosa que va complicar les negociacions. Finalment, el 9 de juliol de 1859, Alberdi va signar un tractat amb Espanya, pel qual l'antiga metròpoli reconeixia la independència argentina; el mateix va ser rebutjat per Buenos Aires, pel fet que es reconeixia la ciutadania espanyola dels fills d'espanyols nascuts a l'Argentina.
Gran Bretanya va aconseguir l'anul·lació del tractat de 1849, pel qual Rosas havia obligat a aquest país a reconèixer la sobirania argentina sobre els seus rius interiors.
També es van iniciar relacions diplomàtiques amb el Regne de Sardenya (el més important d'Itàlia, i al voltant del qual s'unificaria poc després aquest país) i amb la Santa Seu, amb la qual l'Argentina no havia tingut cap relació des de les discussions sobre el patronat eclesiàstic durant la dècada del 1830.
Les relacions amb Brasil van estar orientades principalment a la qüestió de la navegació dels rius i a les relacions dels dos països amb el Paraguai. La relació amb aquest últim país (zelós defensor de tots els atributs de la seva sobirania) es van veure entelades per la ferma actitud del govern paraguaià davant les potències estrangeres, especialment amb relació als Estats Units d'Amèrica, que va estar a punt d'atacar aquest país per un incident menor. La favorable resolució d'aquest problema facilitaria la mediació paraguaiana per resoldre els conflictes entre Buenos Aires i la Confederació el 1859.

### Economia i comunicacions
Poc després de la batalla de Caseros, les províncies van abolir tots els drets de trànsit entre les províncies; però, la manca de recursos dels governs provincials els portarien a la creació d'impostos locals que gravaven les mercaderies en trànsit.
La conjuntura internacional en la dècada del 1850-1860 resultava favorable per als productes ramaders. La producció llanera havia vist un ràpid creixement durant els últims anys de l'època de Rosas, empesa pels favorables preus internacionals, la caiguda dels costos de transport i l'arribada massiva de pastors especialitzats en aquesta branca de la producció, especialment bascos i irlandesos. Aquesta tendència va continuar al llarg dels anys que van seguir a Caseros, iniciant-se l'anomenat «cicle de la llana», que duraria fins a la crisi del 1890. El rengle més important de les exportacions argentines va passar a ser la llana, i el propi sistema productiu estava orientat en aquesta direcció; els camps eren pasturats intensivament durant alguns anys amb vaques, que consumien les pastures i arbusts més durs i afavorien el desenvolupament de les pastures més tendres, després de la qual cosa les vaques eren reemplaçades per ovelles. La mestisació de les races ovines va millorar la quantitat i qualitat del producte ofert, i les millores en els ports van facilitar la seva comercialització. També es va observar un ràpid creixement de les exportacions de productes ramaders tradicionals, salaó i cuir. La província que millor va aprofitar aquesta situació va ser la de Buenos Aires, seguida per Entre Ríos i Santa Fe, que tenien ports d'ultramar.
El ràpid creixement de Buenos Aires, les seves vinculacions comercials amb Europa i un sistema fiscal unificat i eficient van permetre el desenvolupament d'un mercat financer fiable; per això la província segregada va poder emetre abundant paper moneda, que va ser àmpliament acceptat, i també subscriure avantatjosos crèdits. En comparació, la Confederació patia crònics problemes financers i no encertava a crear un sistema bancari fiable, de manera que el crèdit li resultava molt costós i els successius intents d'emetre paper moneda van acabar en tants fracassos.
La situació de Buenos Aires era molt estable, i allà es va reproduir fins als límits del seu territori el model de latifundi que ja predominava en diverses zones. En canvi, en les províncies de la Confederació, els propietaris de terres no tenien accés al crèdit, ja que no comptaven recursos econòmics ni financers per expandir-se. Per això, el creixement de la producció agropecuària a les províncies del litoral va estar motoritzat per la creació de colònies agrícoles en el seu territori, atraient cap a elles a immigrants europeus.
El primer experiment de colònia agrícola va ser el de Santa Ana (Corrientes), que va acabar en un rotund fracàs. La primera colònia agrícola reeixida va ser la d'Esperanza (Santa Fe), fundada per Aarón Castellanos el 1855, amb immigrants suïssos. Moltes altres colònies van ser fundades a Santa Fe i Entre Ríos en aquests anys; un cas molt conegut és el de la Colònia San José, fundada per Urquiza el 1857. No obstant això, perquè el sistema es generalitzés caldria el suport del ferrocarril, que només s'estendria en anys posteriors.
El principal port de la Confederació era Rosario, principal vincle de les províncies interiors amb el mercat exterior, i la ciutat que més va créixer en la dècada. Però també van créixer notablement algunes altres ciutats, com Paraná o Corrientes, afavorides per l'obertura comercial i l'establiment de les primeres empreses de navegació a vapor.
Les províncies de l'interior no van viure canvis importants durant aquest període, i fins i tot es van veure negativament afectades per l'obertura al comerç mundial, que va inundar el mercat argentí de mercaderies importades que competien amb èxit amb les produccions artesanals, locals i amb diversos dels seus productes agrícoles; tal va ser el cas dels sucres i aiguardents del nord, i els vins de Cuyo.
En canvi, les províncies que limitaven amb Xile es van veure àmpliament afavorides per l'obertura del comerç amb aquest país, que al seu torn veia el seu comerç impulsat per la febre de l'or a l'oest dels Estats Units (Califòrnia i Klondike) i un creixement accelerat del comerç a l'oceà Pacífic. Xile es va convertir en un important mercat per a bestiar boví en peu i mules per a transport.

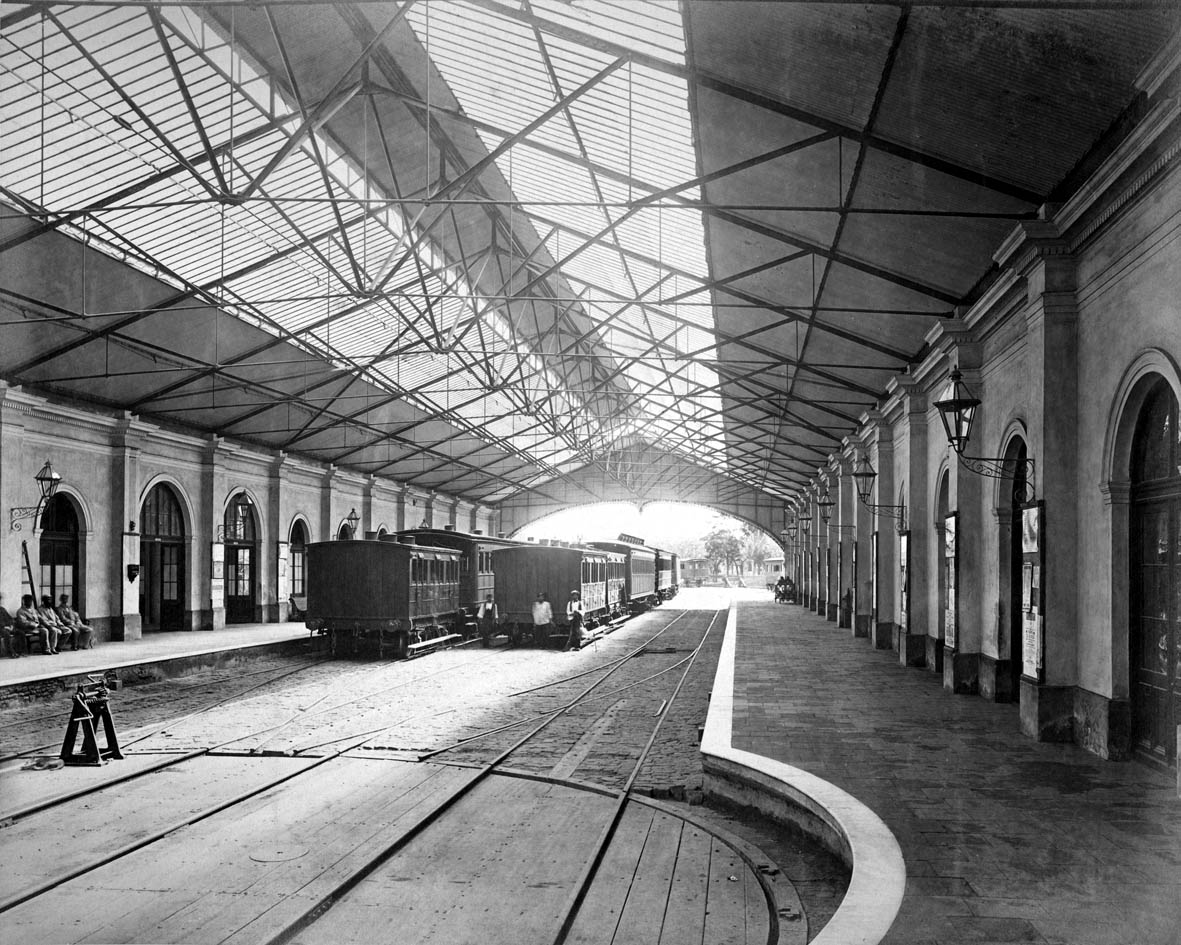
Trens a l'estació del Parque, la primera de la línia Ferrocarril Oest de Buenos Aires, inaugurada el 1857

El primer intent de crear un ferrocarril a territori de la Confederació va ser el projecte d'unir Rosario (la ciutat de més ràpid creixement en aquest període, que aviat seria la més poblada de l'interior) amb Xile, afavorint en el seu camí zones desèrtiques i amb problemes per comunicar-se amb la resta del país. Els primers estudis en aquest sentit van donar resultats descoratjadors, de manera que el govern va pensar a combinar aquest pla amb un ferrocarril a Córdoba, que per si mateix financés la construcció del primer tram del ferrocarril a Xile; el pla desenvolupat per l'enginyer William Wheelwright no va poder ser dut a terme pel govern de la Confederació per manca de recursos financers.
En canvi, l'Estat de Buenos Aires disposava dels recursos financers necessaris, i va aprofitar el projecte de la Confederació per dur endavant un projecte paral·lel; l'any 1857, una empresa privada amb suport estatal va tendir el primer ramal ferroviari del país, que anava des del centre de Buenos Aires fins a Floresta; tres anys més tard, arribava ja a Moreno i tenia una extensió de 39 km. L'objectiu d'aquest ferrocarril era, com el del projectat ramal Rosario-Córdoba, arribar a Xile.
El lent desenvolupament del ferrocarril va fer que tot el comerç i el transport interurbà depengués de la tracció animal, i les mercaderies van seguir viatjant en els lents carros de dues rodes tirades per bous que havien caracteritzat el comerç en l'etapa anterior. La novetat la van constituir les «mensajerías» (missatgeries), empreses privades que transportaven passatgers, correspondència i càrregues d'alt valor en galeres. La primera empresa d'aquest tipus s'havia instal·lat a Buenos Aires cap a 1850, i viatjava des de Buenos Aires fins a Dolores; a mitjans d'aquesta dècada hi havia diverses empreses a Buenos Aires i en la Confederació, que realitzaven viatges en totes direccions i van establir «posta» on s'aturaven per descansar, canviar de cavalls, i carregar i descarregar equipatges i passatgers. La primera gran empresa de missatgeries. La mensajería de los Juan Rusiñol i Juan Fillol va ser la més important fins a ser desplaçada per les Mensajerías Argentinas, del riojà Timoteo Gordillo, amb una flota de 100 diligències de fabricació estatunidenca que unia Rosario amb totes les capitals de les províncies de l'interior, i que també recorria l'interior de la província de Buenos Aires.

### Les finances de la Confederació
La Confederació va iniciar la seva etapa constitucional amb seriosos problemes econòmics i financers; manca de recursos, dependència del port de Buenos Aires per al comerç exterior, traves interiors derivades de les duanes provincials i drets de trànsit, dificultats en les comunicacions i en el trànsit de mercaderies, escàs desenvolupament de l'agricultura i estancament de l'indústria artesanal. L'organització del tresor nacional va presentar dificultats per l'escassa recaptació de les duanes exteriors de la Confederació i la falta d'un sistema impositiu eficient; d'allí la penúria econòmica de l'administració confederal.
El primer emprèstit havia estat negociat abans de l'assumpció d'Urquiza, en 1853; es tractava d'un crèdit de tot just 225.000 pesos or, a l'altíssim interès del 16% anual, sumat a privilegis fiscals i impositius per al prestador.
El ministre d'Hisenda, Mariano Fragueiro, va elaborar un projecte per impulsar el desenvolupament nacional a través del crèdit públic, evitant recórrer al capital estranger. El Banc Nacional de la Confederació va obrir les portes el 1854; però el paper moneda llançat va mancar de respatller i no es va poder reunir el fons previst per al crèdit públic. El govern va declarar de curs forçós els bitllets de Fragueiro, però les províncies els van rebutjar, de manera que el banc va haver de tancar i es va retirar de circulació el paper moneda. El sistema creat per Fragueiro va fracassar per escassetat de recursos i falta de confiança en les possibilitats econòmiques de la Confederació.
Les penúries econòmiques del govern d'Urquiza van portar a la recerca d'alternatives per trencar una estructura econòmica que beneficiava Buenos Aires. La Llei de Drets Diferencials (sancionada el 1856) va buscar incrementar el comerç de la Confederació amb les potències estrangeres i perjudicar els interessos de Buenos Aires. La llei establia que les mercaderies estrangeres provinents de caps endins (és a dir, prèviament desembarcades en un altre port del Riu de la Plata) que s'introduïssin en la Confederació pagarien el doble del dret ordinari al qual estaven subjectes les que entraven directament als ports de la Confederació; una llei posterior va establir drets diferencials a l'exportació.
No obstant això, les mesures no van donar els resultats esperats; encara que va augmentar el volum comercial al port de Rosario i, fins i tot, un financista brasiler (el Baró de Mauá) va fundar un banc en aquesta ciutat, Buenos Aires seguia sent el centre financer del país. La necessitat urgent de diners va ser solucionada amb nous emprèstits, com els contractats amb Mauá, però els interessos a què es va poder aconseguir els diners van ser excepcionalment alts, arribant al 24%. Urquiza arribaria a la conclusió que l'únic camí per posar fi a els problemes econòmics de la Confederació era la reincorporació de la província dissident a qualsevol preu.

### Les províncies de l'interior
La reposició del governador Celedonio Gutiérrez en el govern tucumà va resultar efímera i va desembocar en una guerra contra Santiago del Estero; va ser definitivament vençut al desembre de 1853, veient-se obligat a fugir cap a Bolívia. Des de llavors, Manuel Taboada va dirigir al nord-oest argentí una aliança de governs «liberals» a Tucumán, Salta i Santiago del Estero, opositors al govern d'Urquiza i aliats del govern de Buenos Aires
A Santa Fe, una revolució dirigida per Juan Pablo López, un federal que havia estat alternativament aliat i enemic de Rosas, va acabar per molt de temps amb l'hegemonia dels liberals. En canvi, successives revoltes a Corrientes no van alterar l'estabilitat del govern de Pujol.
Les províncies de l'oest van tenir una història una mica més tranquil·la; una sèrie de conflictes gairebé incruents les van portar a oscil·lar entre federals tradicionals i liberals tot just velats. A la segona meitat de la presidència d'Urquiza, la província més afectada per la inestabilitat (fins als violents successos de 1859 a Sant Juan) va ser La Rioja, on el cabdill Àngel Vicente Peñaloza, el «Chacho», va deposar el governador, i el va reemplaçar per Manuel Vicente Bustos; aquest va resultar massa afecte als liberals, de manera que poc després també seria enderrocat pel mateix Peñaloza.

### Buenos Aires: governació d'Obligado
Mentrestant, Buenos Aires conformava un estat a part. A la província s'afirmava el sector segregacionista, que la va organitzar com a estat independent, desentenent-se dels problemes nacionals. El 1854 es va sancionar la constitució provincial, que proclamava l'exercici de la seva sobirania interior i exterior. El seu territori es va fixar des d'Arroyo del Medio fins on l'serralada dels Andes s'internava al mar, incorporant la Patagònia. L'aïllacionisme li va permetre gaudir de les rendes duaneres sense haver de fer front a despeses nacionals.
Pastor Obligado (que havia succeït al mort general Pinto al juny de 1853) es va mostrar decidit a sostenir la pau amb la Confederació, considerant a la seva província aliè a aquesta.
Després de la derrota de Lagos, la major part dels federals portenys havien emigrat a Paraná, Rosario o Montevideo, des d'on planejaven tornar per mitjà de la invasió de la seva província. El gener de 1854, Lagos va ocupar breument el nord de la província per pocs dies. Al novembre del mateix any, el general Jerónimo Costa va avançar al capdavant de 600 homes, però va ser derrotat.
Al desembre de 1855 hi va haver un nou intent, quan José María Flores va desembarcar a Ensenada, mentre Costa ho feia prop de Zárate amb menys de 200 homes. El governador Obligado va dictar la pena de mort per a tots els oficials implicats en aquesta invasió, declarant oficialment bandits. Flores va aconseguir fugir, però Costa va avançar cap a Buenos Aires amb les seves escasses tropes. El 31 de gener de 1856 va ser derrotat per Emilio Conesa prop de San Justo; la major part dels soldats van ser morts quan es rendien, i els oficials van ser afusellats dos dies més tard.
Els federals van clamar venjança, però Urquiza va decidir ser més prudent: signar un Tractat de Pacificació amb Buenos Aires, que va permetre a tots dos bàndols gaudir de tres anys de pau.
Recolzada per un actiu comerç exterior, Buenos Aires va iniciar un període de ràpid creixement, en contrast amb la pobresa de la Confederació. Entre les realitzacions es van destacar la il·luminació a gas, el Teatre Colón, la pavimentació de carrers, el moll i la Duana Nova, la millora de l'educació, la creació d'escoles de nenes i d'òrfenes, l'Hospital de Dones i la reobertura de la Casa Cuna.
El progrés urbà s'estenia al camp, on (tot i que el to general era d'una austeritat absoluta) ingressaven massivament mercaderies importades i els diners circulava en abundància.
No obstant això, les zones més allunyades de la ciutat van ser sistemàticament sotmeses als malones indígenes. Moltes estàncies van ser abandonades, i la frontera va retrocedir desenes i fins centenars de quilòmetres. Successives campanyes contra els indígenes del sud no van tenir cap efecte sobre el poder indígena; una d'elles, comandada pel coronel Mitre, va acabar en un complet desastre.

### El govern d'Alsina

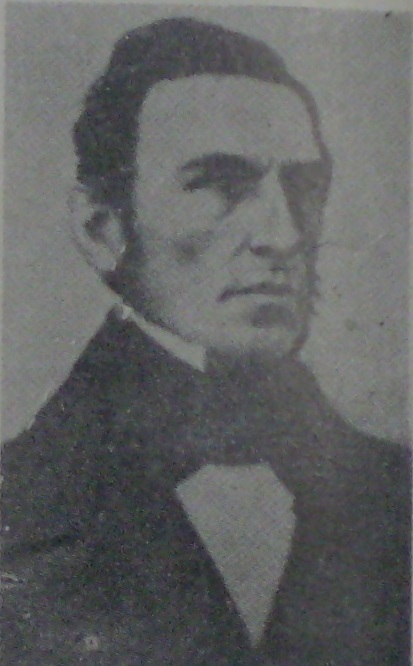
El governador Valentín Alsina

Cap al 1856, el partit liberal estava dividit. D'una banda, els autonomistes o provincialistes, dirigits per Valentín Alsina, proposaven l'aïllacionisme de la província i fins i tot la secessió de la mateixa de l'Estat nacional. El segon grup eren els nacionalistes, dirigits per Bartolomé Mitre, partidaris de l'organització nacional sota la direcció de Buenos Aires.
Per aquesta mateixa època va ressorgir un grup disposat a reincorporar la província dins de la Confederació: el Partit Federal Reformista, dirigit per Nicolás Calvo, que va proposar com a candidat a la governació al general Tomás Guido.
En les eleccions de 1857, les dues ales del liberalisme unides van derrotar a l'oposició enmig de seriosos enfrontaments entre els dos partits; segons el testimoni de Sarmiento, el Partit Liberal va triomfar mitjançant el frau i els abusos. Valentín Alsina va ser triat governador, i les relacions amb la Confederació es van tornar cada dia més tenses. Nicolás Calvo i altres personatges del federalisme van ser amenaçats de mort, i (juntament amb altres dirigents federals, com Lucio V. Mansilla i José Hernández) va optar per emigrar a Paraná.
El govern porteny es va veure involucrat en la revolució uruguaiana de 1858. Es va tractar d'una invasió a l'Uruguai des de Buenos Aires, dirigida pel general César Díaz; va acabar en l'anomenada Massacre de Quinteros, que va contribuir a exacerbar els ànims en aquest país i a identificar novament als partits uruguaians amb els argentins. Des de llavors, els exiliats uruguaians (dirigits per Venancio Flores) es van aliar al govern porteny, prometent venjança contra els blancs.
Sota la direcció d'Alsina, el govern porteny va adoptar una política molt agressiva, rebutjant la Llei de Drets Diferencials, i deixant de banda els tractats de pau. Per trencar la resistència de la Confederació, va donar suport a les províncies moviments tendents a integrar-se en un procés d'unitat sota la seva direcció. La premsa portenya es va tornar encara més agressiva, incitant al govern porteny a la guerra contra la Confederació o a la independència definitiva.

### Cap a una nova guerra civil
El 1859, el cabdill Nazario Benavídez (governador de l'època rosista) havia estat desplaçat pels liberals, partidaris de la política portenya. Va ser arrestat i, quan els seus amics van intentar alliberar-lo, assassinat a la seva cel·la. La seva mort va ser festejada en públic, tant en San Juan com en la premsa porteña, on Sarmiento va considerar la seva mort com «un triomf de la "civilització» i el diari La Tribuna li va augurar la mateixa destinació a Urquiza.
El president Urquiza va enviar una intervenció federal, que va descobrir abundants vinculacions dels revolucionaris amb el govern de Buenos Aires. El mateix interventor, el coronel José Antonio Virasoro, va ser més tard elegit governador.
La intervenció dels portenys en la política interna d'una altra província va causar gran indignació en el govern de Paraná; una llei va desconèixer tot acte públic generat pel govern porteny, davant la qual cosa el governador Alsina va demanar a la Sala de Representants fons per repel·lir un imminent atac de la Confederació. Al maig de 1859, el Congrés va autoritzar a Urquiza resoldre el problema de la unitat nacional «per mitjà de negociacions pacífiques o de la guerra, segons ho aconsellin les circumstàncies» i va ordenar la mobilització militar de la població.
La legislatura portenya va interpretar aquesta llei com una formal declaració de guerra i va disposar repel·lir amb les seves tropes qualsevol agressió; el cap de l'exèrcit porteny, el coronel Bartolomé Mitre, va rebre ordre d'envair la província de Santa Fe. Els vaixells de guerra portenys van bloquejar el port de Paraná, però un motí en un d'aquests vaixells, que va ser lliurat al govern nacional, va obligar a aixecar el bloqueig.

### La batalla de Cepeda (1859)
Davant la imminència del conflicte, Estats Units, Anglaterra, Brasil i Paraguai van tractar d'intercedir amistosament. Però ni Alsina ni Mitre acceptaven res que no fos la renúncia d'Urquiza o la guerra. Per la seva banda, Urquiza, que des de 1852 havia intentat negociar sempre, estava ara particularment furiós per l'assassinat de Benavídez i per l'apologia del crim en què havien incorregut els diaris portenys.
A mitjans d'octubre, després d'un breu combat naval, l'esquadra federal es va presentar davant de Buenos Aires.
L'exèrcit de la Confederació, dirigit per Urquiza, va iniciar la campanya cap a Buenos Aires des de Rosario; estava format per 14.000 homes (dels quals 10.000 de cavalleria i 3.000 d'infanteria), amb 35 canons i obusos; diverses divisions d'indígenes ranquels figuraven com a auxiliars.
L'exèrcit porteny operava des de San Nicolás de los Arroyos; comptava amb 9.000 homes (dels quals, 4.700 d'infanteria i 4.000 de cavalleria) amb 24 peces d'artilleria, sota el comandament de Mitre, ministre de guerra. Les forces portenyes estaven molt disminuïdes perquè gran part de les seves forces havien de protegir la frontera de la seva província de les invasions dels indígenes, alguns dels quals (com Juan Calfucurá) eren aliats d'Urquiza i les seves incursions formaven part de l'estratègia d'aquest.
El 23 d'octubre es va iniciar la Batalla de Cepeda; l'avantatge inicial va afavorir a la infanteria portenya, però un hàbil ús de la cavalleria per part d'Urquiza li va permetre prendre l'ofensiva, i fins i tot tres batallons portenys van ser destruïts. Una maniobra de flanc ordenada per Mitre va desorganitzar tota la formació, i la nit va detenir la batalla quan la victòria de la Confederació era ja evident.
Els portenys van perdre 100 morts, 90 ferits i 2.000 presoners, a més de 21 canons. Els nacionals van tenir 300 baixes fatals. Enmig de la nit, Mitre va comandar una ordenada retirada cap a San Nicolás, on va arribar passat el migdia següent amb només 2.000 homes. A continuació va embarcar tot el seu exèrcit i, després d'un breu combat, va poder traslladar-lo a Buenos Aires.

### El Pacte de San José de Flores
Urquiza va avançar ràpidament sobre la ciutat; encara que hagués pogut entrar a Buenos Aires per la força, va preferir acampar prop d'ella (en el poble de San José de Flores) des d'on va iniciar negociacions. Durant totes les negociacions, Urquiza va mantenir l'amenaça d'un immediat assalt a la ciutat, de manera que el 8 de novembre va obtenir la renúncia d'Alsina.
Els indígenes aliats d'Urquiza van pressionar sobre les fronteres, i van aconseguir controlar efímerament alguns pobles importants.
Com a conseqüència de complicades negociacions (durant les quals va oficiar de mediador Francisco Solano López, fill del president del Paraguai), l'11 de novembre es va signar el Pacte de San José de Flores, també anomenat d'Unió Nacional. El mateix establia que Buenos Aires es declarava part integrant de la Confederació i renunciava al maneig de les seves relacions exteriors, però revisaria la Constitució de 1853 per mitjà d'una convenció provincial i proposaria reformes a la mateixa. Es declarava nacionalitzada la Duana de Buenos Aires, però la Nació compensaria els ingressos de la província de Buenos Aires durant cinc anys, en la mesura en què fossin inferiors als de l'any 1859.

## La presidència de Derqui (1860-1861)

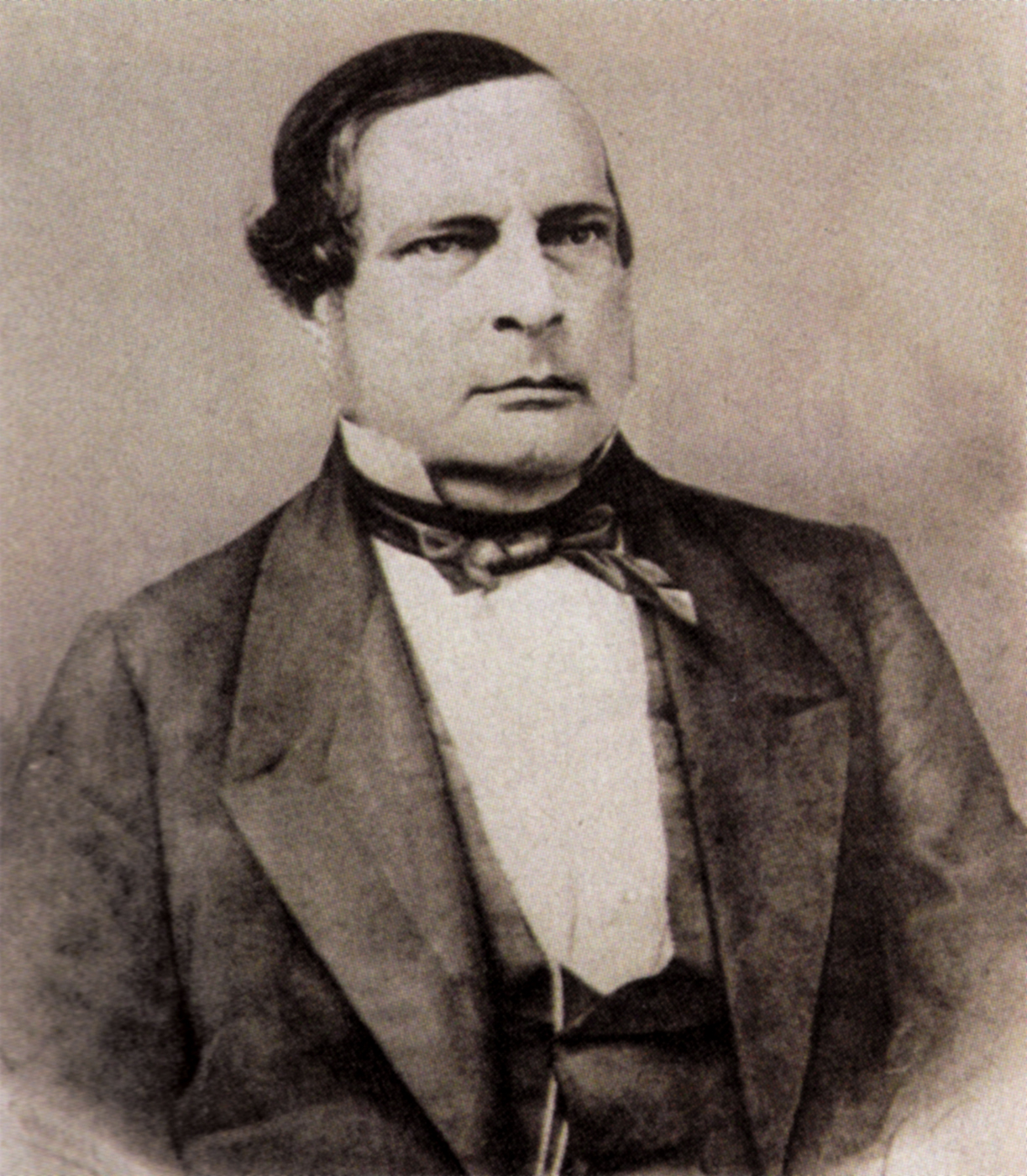
Santiago Derqui (1860)

Realitzades les eleccions, van ser elegits els candidats d'Urquiza: el president Santiago Derqui i el vicepresident Juan Esteban Pedernera.
Derqui va assumir la presidència en Paraná; la província d'Entre Ríos havia tornat a assumir la seva sobirania, deixant com a territori federalitzat únicament la ciutat de Paraná. La capital entrerriana es va establir a Concepció de l'Uruguai, i Urquiza va ser novament elegit governador.
Durant el seu mandat es va realitzar la reforma constitucional de 1860. Una convenció de la província de Buenos Aires va proposar una sèrie de reformes, que van ser acceptades majoritàriament a llibre tancat (sense debat) per una Convenció Nacional ad hoc reunida a l'efecte, tot i la prohibició constitucional d'emprendre reformes abans de 1863. Entre els canvis introduïts es va incloure entre les denominacions oficials del país la de «República Argentina», nom que va predominar des de llavors. Es va eliminar la disposició que declarava a Buenos Aires com a capital de la nació, ja que la mateixa es fixaria per una llei del Congrés amb autorització de la província afectada; es van reduir les facultats de l'Estat nacional, es va ampliar l'autonomia de les províncies, es va establir el principi de l'ius soli per establir la nacionalitat dels habitants, es va disposar l'eliminació dels drets a les exportacions en un termini de cinc anys i es va garantir la uniformitat de les tarifes i reglamentacions portuàries a tot el territori.
Mitre va ser triat governador de l'Estat de Buenos Aires. Davant la necessitat de mostrar independència d'Urquiza, Derqui va mantenir relacions molt cordials amb el governador porteny, i fins i tot va incorporar dos dels ministres d'aquest (inclòs el d'Hisenda, clau en aquestes circumstàncies) al seu gabinet nacional. Per la seva banda, Urquiza competia amb Derqui a guanyar-se el favor de Mitre; alguns autors han explicat aquests gestos amistosos a conseqüència de la seva comuna pertinença a la maçoneria.
El govern de Derqui quedava en la mateixa situació apurada que el d'Urquiza, excepte per la promesa portenya d'aportar els fons de la Duana. Al juny de 1860, Mitre va demanar a Dalmacio Vélez Sarsfield que negociés amb Derqui els passos i cronograma de la Convenció Constituent i posterior ingrés de Buenos Aires a la Confederació. El resultat va ser el Conveni complementari del 6 de juny de 1860, pel qual Buenos Aires va aconseguir també conservava el maneig de la Duana per un temps determinat, però comprometent-se a lliurar 1.500.000 pesos mensuals a la Confederació.
El 14 de setembre de 1860 es va començar a deliberar a la ciutat de Santa Fe la Convenció Nacional Constituent ad hoc que havia de tractar les propostes de reforma a la Constitució de 1853 realitzades per la Província de Buenos Aires. Amb escasses modificacions (entre elles la prohibició de duanes provincials), la Convenció va aprovar la gran majoria de les reformes proposades a llibre tancat (sense debat) i va finalitzar les seves sessions el 25 de setembre. El 21 d'octubre, la província de Buenos Aires va jurar la Constitució Nacional, quedant des d'aquest moment legalment integrada a la Confederació.
Complint amb el Conveni Complementari, Derqui va procedir llavors a convocar sessió extraordinària del Congrés Nacional per al 1r d'abril de 1861, perquè ingressessin els diputats i senadors de Buenos Aires.

### A l'interior
Les províncies estaven convulsionades; el general Peñaloza va deposar Bustos (a qui l'havia portat al govern), i va col·locar en el seu lloc a un dels seus subalterns. A Córdoba, el governador Fragueiro va ser arrestat per un grup rebel que el va declarar enderrocat (encara que va recuperar la llibertat i el govern, va renunciar poc després), sent succeït per Félix de la Peña, un liberal exaltat.
A Santa Fe, Juan Pablo López va tornar a alçar-se contra el govern; la seva derrota va afavorir al partit federal. A Salta, una resolució de la Legislatura va deposar el governador, portant al càrrec a José María Todd, un federal decidit. I a San Luis, on havia governat el vicepresident Pedernera, el nou governador era el federal Juan Saá. Fins i tot a Corrientes van guanyar posicions dels federals després del final del govern de Pujol.
En canvi, la posició dels liberals a Santiago del Estero es va fer més forta després del retorn de Manuel Taboada al govern i l'arribada d'un governador liberal al govern de Tucumán.
Els fets polítics més greus van tenir lloc, novament, a San Juan; el nou governador, el correntí José Antonio Virasoro, va ser assassinat per un aixecament promogut i finançat des de Buenos Aires.
El president Derqui va respondre enviant una intervenció federal a la província, que va encomanar al governador Saá. Aquest va avançar al capdavant d'un exèrcit, derrotant els rebels en el combat de l'11 de gener. El governador vençut, Antonino Aberastain, va ser afusellat tres dies més tard, acusat d'haver intentat escapolir-se. El govern i la premsa de Buenos Aires (que havien festejat la mort de Virasoro) van exigir a Derqui el càstig de Saá i la reposició dels liberals en el govern de San Juan. Mitre va qualificar l'episodi com «l'últim alè de la barbàrie i la violència».
Les relacions entre Buenos Aires i el govern nacional es van tallar abruptament, i els ministres portenys es van retirar del govern. El govern porteny va deixar de pagar les contribucions (que estava complint amb molt retard) a què s'havia compromès, amb la qual cosa pensava ofegar econòmicament a la Nació.
A Mendoza van ocórrer fets encara més greus, però no d'origen polític; el 20 de març de 1861, un terratrèmol va destruir per complet la capital, que va haver de ser reconstruïda en poc temps.

### Cap a la batalla definitiva
La crisi a San Juan, la superioritat de la seva posició econòmica i els relatius èxits del seu aliat Taboada van convèncer a Mitre d'ignorar els tractats pels quals Buenos Aires s'havia reincorporat a la Nació i tractar de forçar una nova Organització Nacional, guiada per Buenos Aires.
Gràcies a les promeses de Derqui de respectar la llei electoral portenya (fetes quan encara les seves relacions amb Mitre eren cordials), els diputats nacionals corresponents a la Província de Buenos Aires van ser elegits per circumscripcions uninominals, tal com disposava la llei portenya. Però el 13 d'abril, els diputats nacionals portenys van ser rebutjats per no haver estat elegits segons la llei nacional. Immediatament es van retirar també del Congrés Nacional els dos senadors nacionals per Buenos Aires, i Mitre va anunciar que no realitzaria noves eleccions.
A Córdoba, el governador liberal va envair San Luis, acusant al governador Saá per la mort d'Aberastain. Davant el requeriment de Derqui que mantingués la pau amb San Luis, el governador va respondre que no tenia dret a intervenir en els afers interns de la seva província.
Derqui va descobrir de sobte que estava a la vora d'una guerra civil, i va reaccionar amb rapidesa. Va aconseguir que el Congrés declarés l'estat de setge i la intervenció federal a Córdoba. A continuació va encarregar a Urquiza i als altres governadors organitzar les milícies provincials i preparar-se per a la guerra. I de seguida es va instal·lar a Córdoba (la seva província natal) on es va dedicar a enfortir el seu partit i organitzar un exèrcit amb tropes de les províncies de l'interior; va arribar a reunir 9.000 homes, que va conservar sota el seu comandament fins al moment de partir cap al front de combat.
El 6 de juliol, el Congrés autoritzava el president a usar la força per reprimir al govern rebel de Buenos Aires i subjectar-lo a l'obediència de la llei comuna.
Mitre es va posar al capdavant de l'exèrcit porteny. Volia la guerra a qualsevol preu, ja que creia comptar amb forces suficients per triomfar; havia incorporat a les mateixes un gran nombre de mercenaris, reclutats a Europa per Hilario Ascasubi, i la major part de les fraccions d'indígenes ranquels.
En canvi, Urquiza va intentar per tots els mitjans no arribar a un nou enfrontament i va incitar a Derqui de desistir de la guerra; però aquest el va posar al comandament de l'exèrcit nacional. Tot i així, va seguir negociant amb Mitre per mitjà de successius mediadors. Malgrat l'actitud bel·licista de Mitre, es va convèncer que Derqui el volia desplaçar i va reaccionar irat quan va saber que Derqui considerava a Saá com a candidat a succeir-lo en el comandament en cas que es retirés del comandament de l'exèrcit.

### La batalla de Pavón

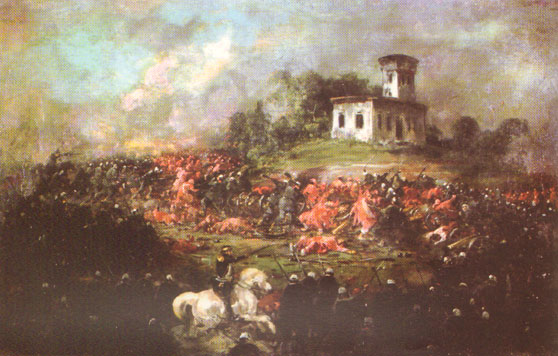
La batalla de Pavón

Les forces portenyes estaven millor armades i més disciplinades que les nacionals, i la seva inferioritat numèrica no semblava excessiva: 15.400 portenys contra 17.000 nacionals.
El 17 de setembre va tenir lloc la batalla de Pavón. La cavalleria nacional va envestir les dues ales dels portenys, mentre la infanteria portenya desplaçava a la nacional. Sense haver utilitzat la seva reserva (formada per les millors forces entrerrianes), Urquiza va abandonar el camp de batalla, i l'endemà passat va creuar el riu Paraná, tornant a Entre Ríos.
Mitre es va retirar cap a San Nicolás, com dos anys abans; només diversos dies després es va convèncer del seu triomf, no a causa del resultat bèl·lic sinó a la retirada d'Urquiza. Mentrestant, Derqui tractava de reunir les seves tropes a Rosario; quan va saber que no ho aconseguiria va abandonar tot i va fugir cap a Montevideo.
El vicepresident Juan Esteban Pedernera va assumir la Presidència de la Confederació en reemplaçament de Derqui, mentre les forces portenyes ocupaven Rosario i enviaven des d'allà diverses divisions cap a l'interior. El general Venancio Flores va destruir a la resta de l'exèrcit federal en la matança de Cañada de Gómez, i en els primers dies de desembre va entrar a la ciutat de Santa Fe. Per la seva banda, una altra divisió portenya, al comandament de Wenceslao Paunero, va avançar cap a Córdoba, on el coronel Marcos Paz es va fer nomenar governador.
A Corrientes, la notícia de la victòria portenya de Pavón va encoratjar als liberals, que al novembre es van llançar a la revolució amb suport econòmic i armament de Buenos Aires. Una breu guerra civil va posar fi a la renúncia del desmoralitzat governador autonomista.
Els portenys més exaltats van incitar a Mitre a desconèixer la Constitució Nacional i dictar una altra, que establís un règim unitari; però el governador porteny tenia un pla més realista, que va portar endavant amb èxit. Va declarar en plena vigència la Constitució del 53, mentre enviava a l'interior diverses divisions per a deposar els federals més exaltats, les legislatures reassumirien l'autoritat delegada al govern nacional i a continuació delegarien aquesta mateixa autoritat en el governador porteny. Entre els primers a desconèixer al govern federal va estar el propi Urquiza, que també va declarar que reincorporava la ciutat de Paraná a la seva província.
El 12 de desembre, quan feia ja diversos dies que la major part dels legisladors havien abandonat Paraná, Pedernera va declarar en recés el govern nacional.

## Després de Pavón (1861-1862)
Ja des d'abans de la campanya de Pavón, una guerra civil intermitent sacsejava a Santiago del Estero, Tucumán i Catamarca; la victòria semblava afavorir els federals (el catamarqueny Octaviano Navarro i el vell cabdill tucumà Celedonio Gutiérrez) quan les notícies de la batalla de Pavón van canviar les coses; Navarro va tornar a la seva província i Taboada va imposar al seu candidat a Tucumán després de derrotar a Peñaloza, que havia marxat en ajuda de Navarro. Mitre va comissionar a Marcos Paz per assegurar la victòria liberal; després de la derrota de Peñaloza, Paz va aconseguir les renúncies de Todd i de Navarro, col·locant en els seus llocs a dos partidaris de Mitre.
Una divisió comandada per Ignacio Rivas y Sarmiento, es va dirigir a Cuyo i va enderrocar als governadors de San Luis, Mendoza i San Juan. Sarmiento va ser triat governador de la seva província natal.
A La Rioja, Peñaloza va impedir l'avanç de les tropes portenyes i dels seus aliats, iniciant una complicada guerra civil a aquesta província i les veïnes que va durar tres mesos, fins que (després del setge de San Luis per les forces del Chacho) es va signar la Pau de la Bandereta, del 4 de juny, per la qual Peñaloza va reconèixer l'autoritat nacional de Mitre.
Al llarg de la primera meitat de 1862 es van celebrar eleccions de diputats i senadors a tot el país, i el nou Congrés de la Nació es va reunir oficialment a finals de maig a Buenos Aires. L'agost es van realitzar les eleccions d'electors presidencials, sent elegits president i vicepresident Mitre i Marcos Paz.
En ocasions, el període de les tres presidències que van seguir la batalla de Pavón és conegut com el període de les «presidències històriques»; abasten des de 1862 fins a 1880, i inclouen els mandats de Bartolomé Mitre, Domingo Faustino Sarmiento i Nicolás Avellaneda.

## La presidència de Mitre (1862-1868)

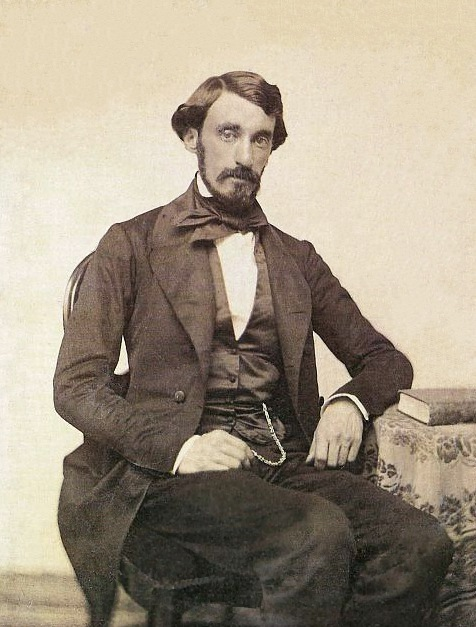
Bartolomé Mitre (1853)

Mitre va assumir la presidència el 12 d'octubre de 1862. Tres dels cinc ministres que l'acompanyaven eren portenys; els altres dos eren provincians que residien a Buenos Aires des de feia cinc i quaranta anys, respectivament.

### Organització de l'Estat
Quan Mitre encara no havia assumit el govern, una llei sancionada pel Congrés va disposar la federalització de tota la província de Buenos Aires, però va ser rebutjada per la legislatura portenya. El conflicte només va ser solucionat per mitjà de la «llei de compromís», que ajornava la discussió sobre la «qüestió capital» per cinc anys, mentre permetia al govern nacional residir a la ciutat de Buenos Aires i recaptar els drets de Duana, garantint al govern porteny seu pressupost anual. Buenos Aires conservaria la seva Guàrdia Nacional, destinada a la defensa de la frontera amb els indígenes.
La «qüestió capital» va causar la divisió del partit governant en dos: el Partit Nacional (liderat per Mitre) i el Partit Autonomista (liderat per Adolfo Alsina); aquest últim defensava la integritat territorial i l'autonomia política de la província. Els mitristes van ser coneguts com a «cocidos» (cuits) i els opositors com «crudos» (crus). En 1865, Alsina seria triat governador de la província de Buenos Aires.
La qüestió de la Duana va ser resolta amb una llei de 1863 (que afavoria el comerç amb Europa i baixava els impostos al comerç exterior) i amb la reforma constitucional de 1866, que va nacionalitzar definitivament les duanes.
Instal·lat al Congrés i el president, faltava organitzar el poder judicial, que es va regir per una llei sancionada l'endemà de l'assumpció de Mitre. La Cort Suprema de Justícia de la Nació Argentina va començar a funcionar el 15 de gener de 1863, i en els mesos següents es van organitzar jutjats federals en totes les províncies. També va nacionalitzar la vigència del Codi de Comerç de l'Estat de Buenos.
La seva política educativa va estar orientada a l'extensió i unificació de l'ensenyament secundari, amb la idea d'estendre les idees liberals entre els joves que poguessin accedir-hi; es van fundar escoles nacionals en diverses capitals provincials i es va nacionalitzar el Col·legi Nacional de Buenos Aires.
Es va iniciar la construcció dels Ferrocarril Central (de Rosario a Córdoba) i del ferrocarril del Sud argentí; el govern de Buenos Aires va provincialitzar el Ferrocarril Oest.

### Derrota i mort del Chacho

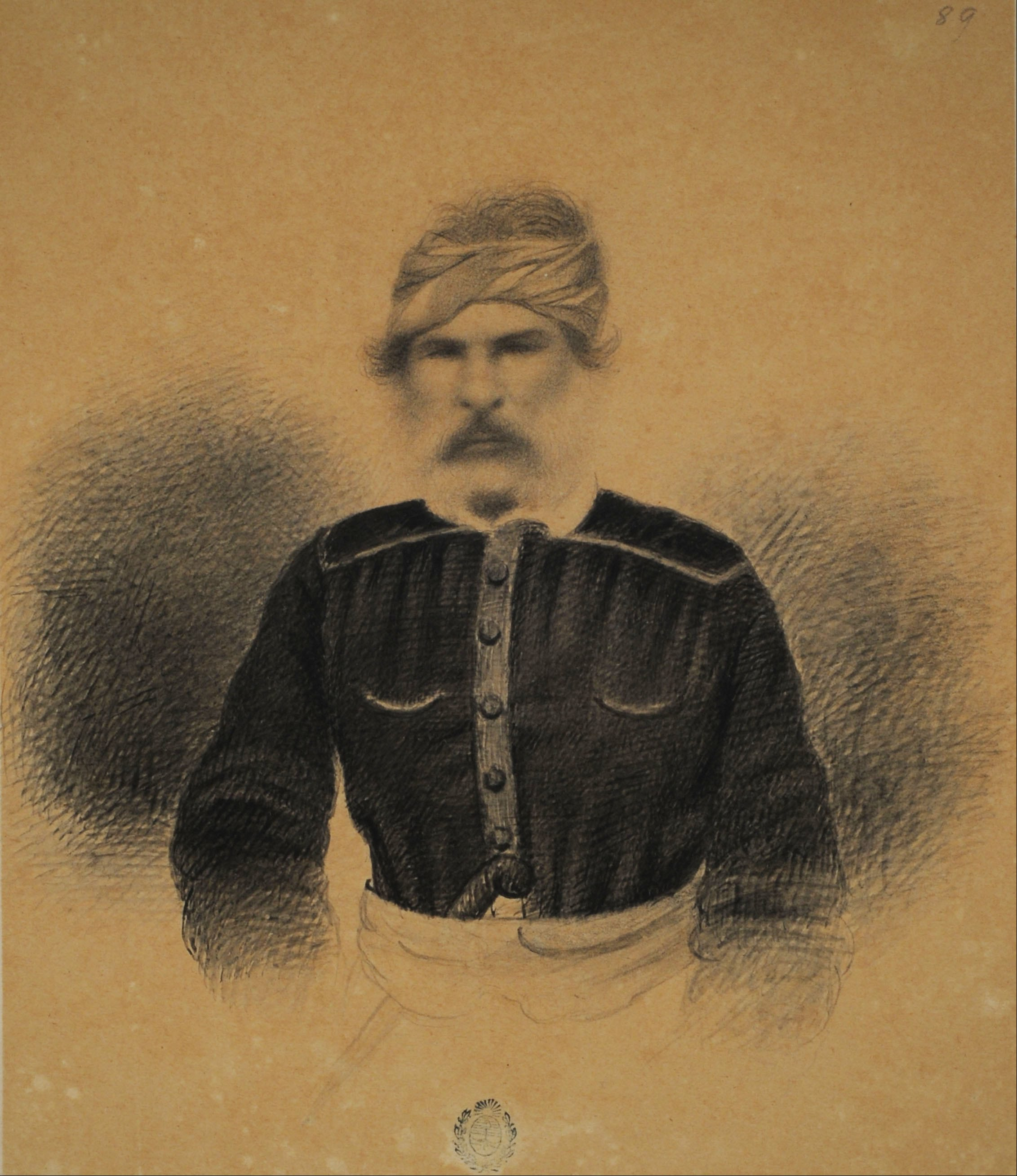
General Ángel Vicente Peñaloza, el Chacho (c. 1850)

A principis de 1863, el Chacho Peñaloza retenia en el seu poder les armes que havia utilitzat en la seva anterior campanya. Confirmant els temors del cabdill, els governs liberals, recolzats pels regiments enviats des de Buenos Aires, van perseguir als federals per mitjà d'arrestos, saquejos i execucions.

Després d'una sèrie de revoltes federals a San Luis i Catamarca, finalment el Chacho es va llançar novament a la revolució al maig de 1863:
| « | Els homes tots, no tenint ja més a perdre que les seves existència, es volen sacrificar més bé en el camp de batalla. | » |

La resposta dels caps mitristes va ser ràpida i enèrgica: dos exèrcits van atacar La Rioja des de San Juan i Catamarca, comandats respectivament per Sarmiento i Taboada. Mitre va anunciar una nova estratègia, per la que els seus homes quedaven habilitats a executar als presoners:
| « | Vull fer a La Rioja una guerra de policia. Declarant lladres als montoneros, sense fer-los l'honor de partidaris polítics, el que cal fer és molt senzill. | » |

Durant diversos mesos, la guerra va ser indecisa, però els federals van rebre un inesperat suport quan Simón Luengo va enderrocar al governador de la província de Córdoba i va rebre al Chacho a la seva capital. El 20 de juny de 1863, les tropes federals van ser derrotades per Wenceslao Paunero en la batalla de Las Playas.

Peñaloza va tornar a La Rioja, des d'on va atacar Caucete, molt prop de la ciutat de San Juan. Allí va ser derrotat pel comandant Pablo Irrazábal i va haver de fugir de nou cap a la seva província, on José Miguel Arredondo va destruir les últimes restes del seu exèrcit. Refugiat al poble d'Olta, el 12 de novembre es va rendir i va ser assassinat per Irrazábal, que li va fer tallar el cap per escarment dels federals. Sarmiento va comentar:
| « | He aplaudit la mesura precisament per la seva forma. | » |

Al gener de l'any següent van ser derrotats els montoneros de San Luis, i a mitjans de 1865 van ser derrotats els últims cabdills menors a La Rioja.

### Relacions exteriors
Mitre va prioritzar les relacions amb els països europeus; ni tan sols les relacions amb els Estats Units van ser considerades de primera prioritat; mort l'anterior ambaixador a Washington DC, Mitre va trigar mesos a nomenar ambaixador en aquest país a Sarmiento, que va arribar a aquest país passats més de tres anys de l'ascens de Mitre.
En relació amb Espanya, Mitre va rebutjar el tractat signat amb aquest país per Alberdi el 1859, assolint la modificació de l'article sobre ciutadania dels fills d'espanyols.
La posició de Mitre respecte als països llatinoamericans era de completa indiferència; quan el seu govern va ser convidat a participar del Congrés Panamericà de 1862, reunit a Lima per respondre a la invasió francesa de Mèxic i l'annexió espanyola de Santo Domingo, Mitre es va negar a nomenar un representant oficial. La resposta del canceller Rufino de Elizalde a la invitació de defensar-se dels avenços europeus en conjunt va ser que:
| « | L'Amèrica independent és una entitat política que «no existeix» i no és possible constituir per combinacions diplomàtiques. L'Amèrica, contenint nacions independents, amb necessitats i mig de Governs propis, no pot mai formar una sola entitat política (...) Pel que fa a la República Argentina, mai ha temut per cap amenaça de l'Europa en conjunt, ni de cap de les nacions que la formen (...) es pot dir que la República està identificada amb l'Europa fins al més que és possible. | » |

Abans de marxar cap als Estats Units, Sarmiento va ser enviat a una missió diplomàtica a Xile i el Perú, amb la missió d'iniciar l'estudi de les qüestions de límits amb el primer d'aquests països i reclamar per les despeses en què havia incorregut l'Exèrcit dels Andes en les seves campanyes alliberadores en aquests països quaranta anys enrere. Davant la previsible reacció adversa de tots dos països, no va realitzar cap gestió.
Durant la gestió de Mitre es van iniciar les reclamacions per part de Xile sobre el territori de la Patagònia, al que Mitre va respondre amb algunes mesures tendents a colonitzar d'alguna manera aquesta regió. Dues iniciatives privades van sostenir en gran manera la pretensió argentina; el capità Luis Piedrabuena va establir un lloc comercial a l'Illa Pavón (sobre el riu Santa Cruz) i un punt de suport naval a l'illa de Los Estados, i posteriorment altres tants a l'Estret de Magallanes i al Cap Horn. D'altra banda, durant la seva gestió es va iniciar la colonització gal·lesa del Chubut; els problemes que van haver d'enfrontar els primers colons els van obligar a recórrer a l'ajuda del govern argentí, que van reconèixer la sobirania sobre la regió.

### La Guerra del Paraguai

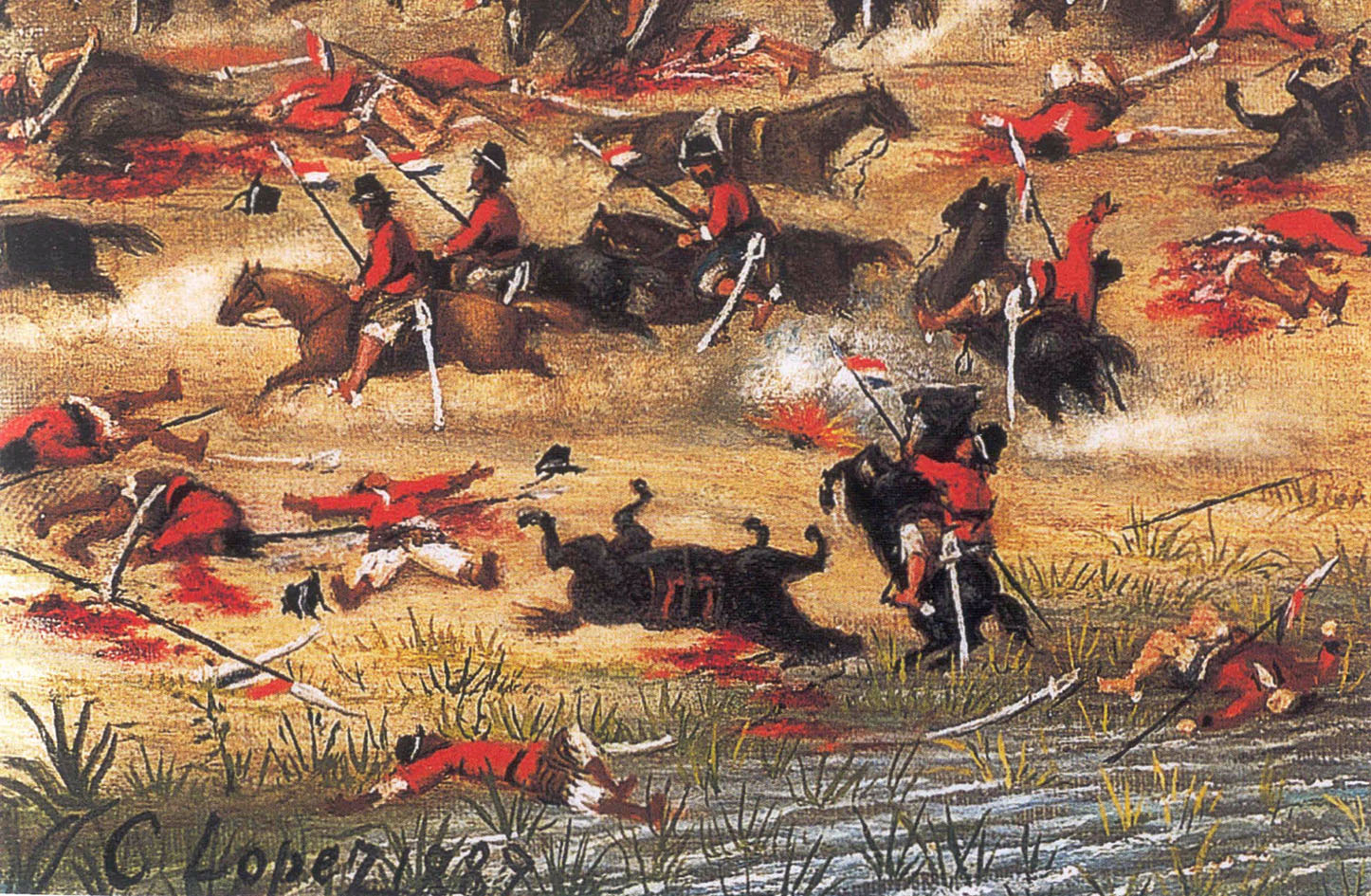
La batalla de Tuyutí va ser una sagnant victòria aliada

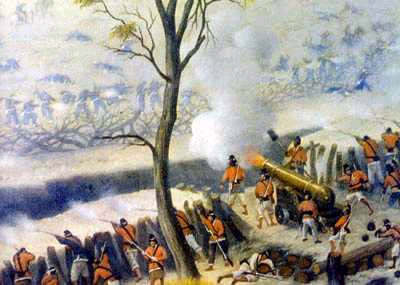
La batalla de Curupaytí va ser la pitjor derrota aliada a la Guerra de la Triple Aliança

Així com el cercle governant porteny creia el seu deure exportar el liberalisme a les províncies, també va creure necessari imposar als països veïns. En primer lloc, a l'Uruguai (al qual Buenos Aires estava tan vinculada) però també al Paraguai, país que ressaltava en tota Llatinoamèrica pel seu sistema polític i econòmic, fortament estatista i aïllacionista.
Els colorados refugiats a Buenos Aires anhelaven tornar a prendre el poder en l'Uruguai, i la victòria de Mitre els va donar l'oportunitat. L'abril del 1863 va partir des de Buenos Aires una invasió a aquest país sota el comandament de l'expresident Venancio Flores, organitzada, traslladada i armada amb suport del govern argentí, que a més va promoure conflictes diplomàtics amb aquest país. Com el govern uruguaià va trigar a caure en mans dels revolucionaris, un exèrcit de l'Imperi de Brasil va envair aquest país; després de la destrucció de Paysandú i el bloqueig de Montevideo, finalment el govern blanc va lliurar el país al general Flores.
El president paraguaià, Francisco Solano López, va considerar el seu deure acudir en defensa del govern uruguaià i enfrontar-se al Brasil, amb el qual sostenia a més un llarg conflicte de límits. De manera que va envair amb èxit el Mato Grosso a mitjans del 1864. A continuació, i encara que el govern uruguaià ja havia estat derrotat, va marxar en ajuda dels «blancs» i va sol·licitar al president Mitre autorització per creuar territori de la província de Corrientes en camí cap al Brasil; davant la negativa del govern argentí, López va declarar la guerra a l'Argentina.
Al maig de 1865, l'exèrcit paraguaià va envair la província de Corrientes. Poc després, l'Argentina, Brasil i l'Uruguai signaven el Tractat de la Triple Aliança, amb l'objectiu públic de deposar López, i l'objectiu ocult de saldar-se a favor seu tots els conflictes limítrofs. El general Mitre va ser nomenat comandant dels exèrcits aliats.
L'Exèrcit Argentí no estava en absolut preparat per a la guerra; tot just existia una sèrie de divisions armades sobre la base dels exèrcits portenys que havien envaït l'interior després de Pavón, sumats a contingents d'aquestes províncies incorporats als mateixos, i diversos centenars de mercenaris, sumant uns 6.391 homes. El president Mitre va ordenar la mobilització general de totes les províncies, que havien d'enviar contingents de tropes en proporció a la seva població, fins a arribar a uns 9.500 homes més; a això cal sumar les forces correntines i d'altres orígens, i a mitjans de l'any següent aconseguirien uns 25.000 homes.
En contrast, l'Armada Argentina tenia un desenvolupament molt menor, que no va augmentar significativament arran de la guerra.
Les mobilitzacions van generar una forta oposició en els contingents i les poblacions afectades. En diversos casos es van produir desercions en massa dels contingents, que van ser aixafades amb duresa, arribant-se a l'extrem que tota la divisió entrerriana es va desbandar, en presència del governador Urquiza, en dues oportunitats.
L'oposició d'intel·lectuals i periodistes a la guerra va portar a Mitre a decretar l'estat de setge a tot el país, cosa que li va permetre perseguir els que es manifestaven contraris a la guerra (i, en la pràctica, als que critiquessin el seu govern en qualsevol aspecte) i imposar una dura censura sobre la premsa opositora.
Una sèrie de derrotes van obligar els paraguaians a retirar-se al seu país, que els aliats van envair a l'abril de 1866. Durant els dos anys següents, la campanya va consistir exclusivament en una contínua lluita de posicions en l'extrem sud del país; les sagnants batalles de Tuyutí i Curupaytí van ser seguides d'un període d'inactivitat, causat principalment per una epidèmia de còlera que va causar milers de baixes en ambdós bàndols.
Després de la mort del vicepresident Paz, víctima del còlera, Mitre va tornar a Buenos Aires. Sota direcció brasilera, la resistència paraguaiana al sud va ser vençuda; al moment de baixar Mitre del govern, s'iniciava l'atac brasiler cap a Asunción.

### Els últims federals de l'interior

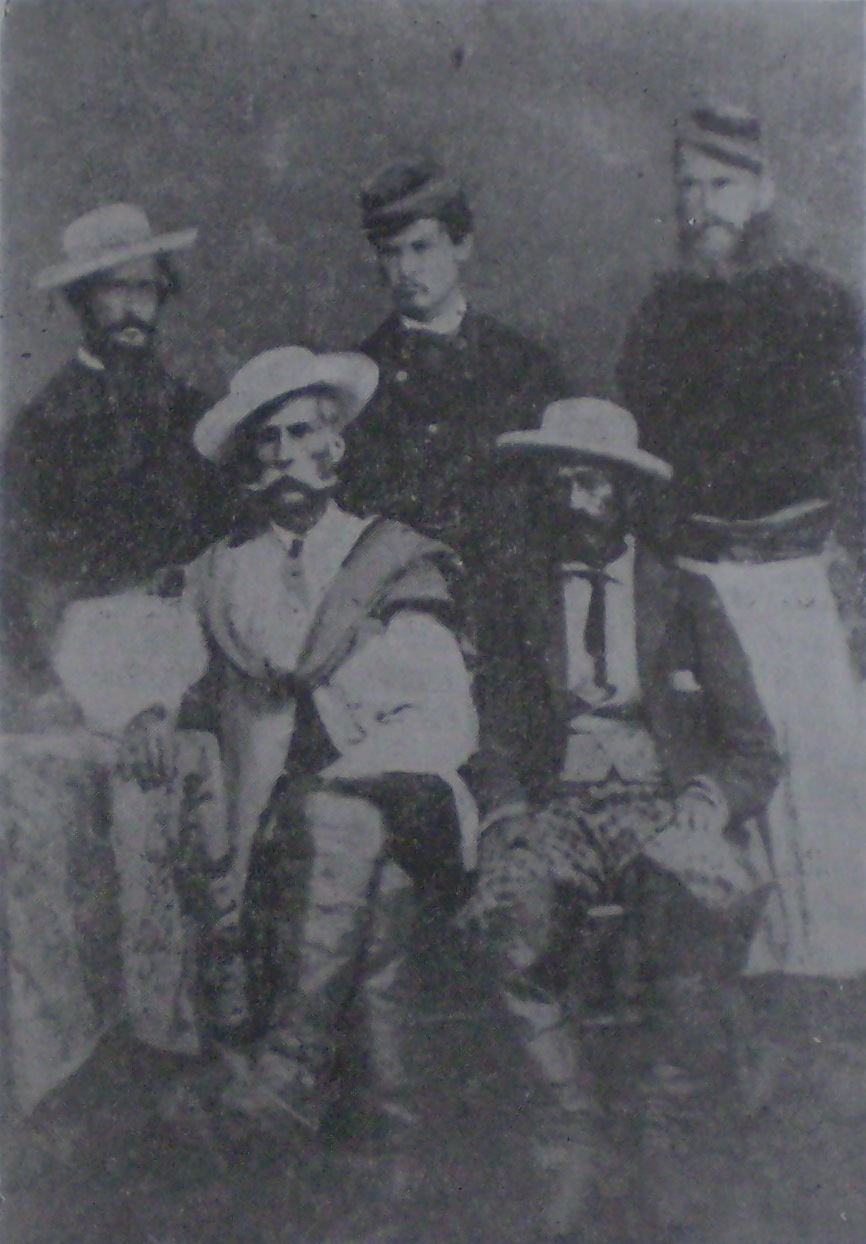
El coronel Felipe Varela i els seus oficials

La participació argentina en la Guerra del Paraguai era molt impopular a l'interior del país; les remissions de soldats que el govern nacional va exigir a les províncies van ser aprofitades pels governadors per desfer-se opositors, incloent antics montoneros.
El novembre de 1866 va esclatar a Mendoza una revolta de les tropes reunides per marxar al front i la policia, que va posar en llibertat els presos de la presó, entre ells diversos líders federals. Aquests van enderrocar al governador, reemplaçant-lo per l'advocat Carlos Juan Rodríguez, que es va pronunciar contra el govern nacional.
Després d'aixafar una breu resistència al sud de Mendoza, les forces federals van envair San Juan, on van derrotar les forces nacionals al comandament de Julio Campos, governador de La Rioja. En San Luis hi va haver una revolta federal que va lliurar l'exèrcit al general Juan Saá, acabat de tornar des de Xile; també el coronel Felipe Varela va tornar de Xile i va assumir el comandament militar a La Rioja. En total, els federals havien aconseguit reunir més de 10.000 homes.
El president Mitre va tornar precipitadament des del Paraguai cap a Rosario, portant diversos regiments retirats del front, que va posar al comandament de Paunero. Després d'un ràpid avanç, el coronel Arredondo va vèncer a Saá en la batalla de San Ignacio, el 1r d'abril de 1867, gràcies a la seva superioritat en armament i disciplina.
A Córdoba, el governador federal Mateo Luque anunciava la seva simpatia per la revolta però no feia res per ajudar-la. Les forces d'Antonino Taboada van ocupar Catamarca i van impedir als federals d'aquesta província incorporar-la a la revolució, de manera que Varela va decidir que atacaria aquesta província. En camí des de Famatina cap a Catamarca, Varela va saber que Taboada havia ocupat La Rioja, de manera que el líder federal va retrocedir cap a aquesta ciutat al capdavant de 5.000 homes. Va trobar a Taboada en posició de combat davant l'únic pou d'aigua disponible; aclaparat per la set, que estava destruint el seu exèrcit, Varela va atacar el 10 d'abril a la batalla del Pozo de Vargas, sent completament derrotat.
Els exèrcits federals es van dispersar, i els seus caps i molts dels soldats es van afanyar a fugir a Xile. San Luis, Mendoza i San Juan van ser fàcilment ocupades per l'exèrcit nacional, però Varela va resistir encara diversos mesos entre La Rioja i Catamarca.
A Córdoba, Simón Luengo va enderrocar a l'agost al governador federal Luque per a forçar-lo a unir-se amb els federals, però l'exèrcit nacional el va derrotar sense problemes.
Una revolta ocorreguda a Salta va donar noves esperances a Varela, que va ocupar els Valles Calchaquíes. La revolta federal havia estat vençuda, però el cabdill va continuar el seu camí cap a la ciutat de Salta, que va ocupar després d'un breu però violent combat el 10 d'octubre. Perseguit pel general Octaviano Navarro, antic líder federal, va continuar el seu camí cap a Jujuy, acabant per exiliar-se a Bolívia.
Quan el govern de Mitre va acabar, a l'octubre de 1868, va deixar 4.728 argentins morts a causa de les rebel·lions contra el centralisme mitrista, segons va denunciar el senador Nicasio Oroño.
El gener de 1869, Varela faria un últim intent de tornar, però va ser derrotat a la Puna.
Encara durarien alguns anys les rebel·lions d'antics oficials federals com Santos Guayama i Martina Chapanay; cap va arribar a revestir importància política, i es van transformar gradualment en bandolers rurals.

### La successió
El partit que havia portat a Mitre a la presidència estava dividit entre mitristes i autonomistes, i subsistien encara les restes del Partit Federal, que seguia reconeixent a Urquiza com el seu líder i encara tenia important presència en algunes províncies; però, davant la perspectiva segura de la derrota d'Urquiza, diversos grups d'antics federals buscaven altres aliances. D'alguna manera, els papers s'havien invertit entre els liberals; deu anys abans, Mitre era més acceptable que Valentín Alsina per als provincians, ja que, si bé tots dos pretenien la preponderància portenya, Mitre volia fer-la respectant un sistema federal, mentre Alsina volia un sistema unitari o la secessió de la seva província. Amb Mitre en el govern, el fill d'Alsina governava Buenos Aires i defensava la seva autonomia enfront dels excessos del govern nacional, el que el feia un possible aliat per als antics federals, que també defensaven les autonomies provincials. Diversos governs provincials es van aliar al Partit Autonomista.
A mitjans de 1867 ja hi havia tres candidats: Urquiza, Alsina i Rufino de Elizalde, el candidat de Mitre. No obstant això, Alsina era un candidat massa porteny per als provincians, i una possible fórmula entre Urquiza i Alsina va fracassar per recels mutus.
Buscant un candidat provincià que fos acceptable a Buenos Aires i que no hi hagués estat compromès en les últimes discussions polítiques, el coronel Lucio V. Mansilla va proposar al juliol d'aquest any a l'ambaixador als Estats Units, Domingo Faustino Sarmiento, que va ser recolzat per alguns governadors.
Alsina va acceptar cedir el primer lloc, i la fórmula presidencial de la aviat anomenada Lliga de Governadors va ser Sarmiento-Alsina, que va resultar vencedora en les eleccions del 12 d'abril de 1868, encara que per escàs marge; sobre 139 electors, obtindria 70 vots, mentre Alsina va obtenir 82 per a vicepresident.
En gran manera, va ser la impopularitat de la Guerra del Paraguai la qual va aïllar al partit de Mitre de la ciutadania.

## Presidència de Sarmiento (1868-1874)

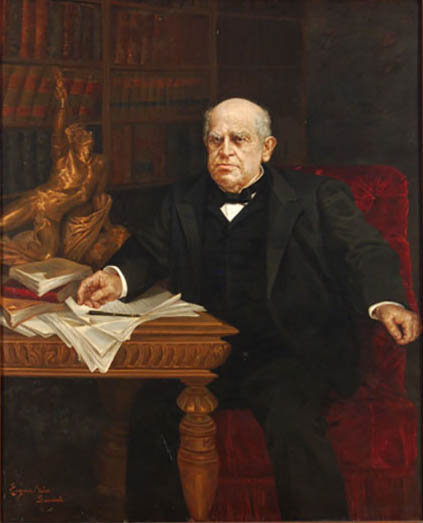
El president Domingo Faustino Sarmiento (1899)

Dos dies després de l'assumpció presidencial, el Congrés es va reunir per a una breu sessió extraordinària, durant la qual es va aprovar el pressupost per a l'any següent, un crèdit de quatre milions de pesos i una pujada de preus dels drets duaners, per solucionar la continuïtat de la Guerra del Paraguai.

### Educació i cultura
L'impuls donat a l'educació sota el ministeri de Nicolás Avellaneda va ser notable; mitjançant la Llei de subvencions de 1871 (que assignava a l'educació pública les herències sense successió directa i un vuitè de les vendes de terres públiques) va garantir els fons per a la creació de noves escoles i la compra de materials i llibres. Durant el seu mandat, amb suport nacional, les províncies van fundar unes 800 escoles de primeres lletres, aconseguint un total de 1816 escoles, de les quals el 27% eren privades; la població escolar es va elevar de 30.000 a 110.000 alumnes.
Per tal de garantir l'educació primària, es va portar des dels Estats Units d'Amèrica 61 mestres primàries; va crear les primeres escoles normals, prenent com a exemple l'Escola Normal de Paraná, fundada el 1870. Es va subvencionar la primera escola per a sordmuts, que era privada. Continuant amb la política del seu antecessor, va fundar diversos Col·legis Nacionals en ciutats de l'interior.
L'Exposició Nacional de Córdoba de 1871, en la qual es van exhibir tant els productes agrícoles, ramaders i industrials del país com la maquinària agrícola i industrial disponible per a importar, va iniciar la preocupació per les ciències bàsiques. D'aquest impuls va sorgir l'Acadèmia de Ciències de Córdoba (dirigida pel botànic alemany Carl Hermann Conrad Burmeister) i l'Observatori Nacional de Córdoba (dirigit per l'astrònom estatunidenc Benjamin Apthorp Gould).

### El final de la Guerra del Paraguai
L'Exèrcit Argentí no va participar de l'avanç final cap Asunción, ni del saqueig a què la van sotmetre les tropes brasileres. Tot i l'ocupació de la capital, López va organitzar un nou exèrcit a certa distància, i va declarar a una petita vila capital del país. En resposta, es va formar sota protecció argentina i brasilera un govern provisional a Asunción.
Un exèrcit format i dirigit principalment per brasilers (en el qual els argentins van tenir inicialment alguna participació) es va llançar en persecució de López, en l'anomenada Campanya de les Serralades; després de dues sagnants victòries sobre els paraguaians, els vencedors van trobar que gran part de les tropes paraguaianes eren nens.
López va aconseguir escapolir-se cap al límit nord del país, on van anar a buscar dues divisions brasileres, que van aconseguir derrotar-lo i donar-li mort en la batalla de Cerro Corá, el 1r de març de 1870. La guerra havia acabat.
El Paraguai va quedar devastat; la gran majoria de la població masculina adulta va morir a conseqüència del conflicte, i (depenent de les fonts) s'estima que va morir durant la contesa entre el 50 i el 90% de la població total. La seva incipient industrialització va ser destruïda, les seves terres alienades en gran proporció a capitalistes argentins i brasilers, i va perdre tots els territoris en disputa amb els seus veïns, amb excepció del Chaco Boreal.
La guerra va significar també un enorme cost per a l'Argentina; en primer lloc, en vides humanes, ja que van morir en la contesa més de 18.000 homes, als quals es podrien sumar les víctimes del còlera, que van ser molts milers; 15.000 solament en la província de Buenos Aires. Però també econòmica, ja que arran del conflicte l'Argentina va haver d'endeutar-se fins a arribar a deure 9.000.000 de lliures esterlines.
Els historiadors solen acordar que la Guerra del Paraguai va ser el principal al·licient per profundes transformacions i modernitzacions de les forces argentines de terra, i que només a partir de la mateixa es pot parlar d'un veritable Exèrcit Argentí. Durant l'últim any de la guerra es va fundar el Col·legi Militar de la Nació, el primer director va ser l'hongarès Juan F. Czetz. La possibilitat de conflictes amb el Brasil a partir de les discussions posteriors a la guerra van impulsar a Sarmiento a modernitzar l'esquadra de guerra; va crear l'Escola Naval i va incorporar diversos vaixells, aconseguint formar la primera esquadra argentina capaç d'operar a un nivell comparable amb les flotes de guerra del Brasil i Xile.

### Els últims federals al litoral

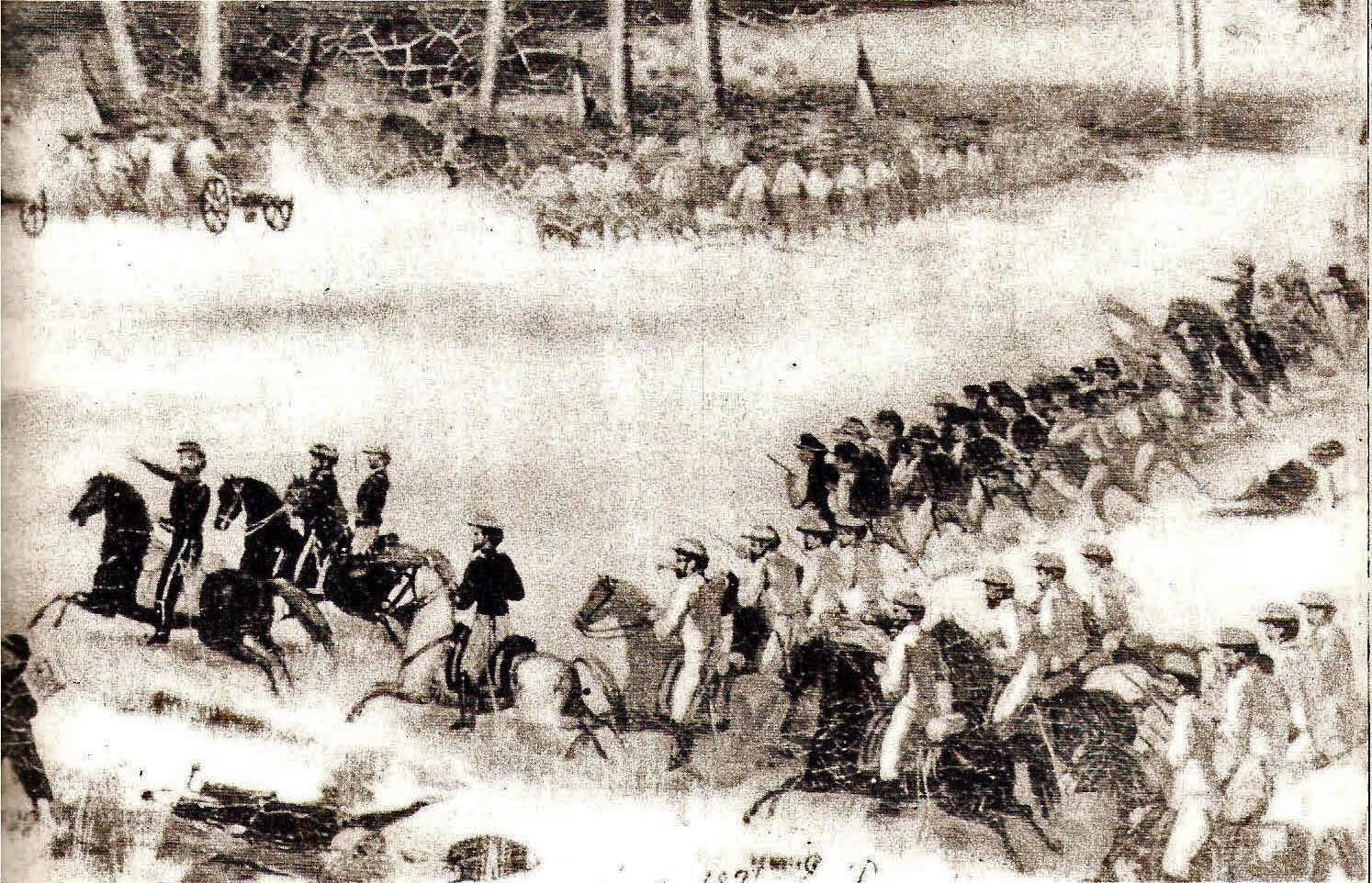
La batalla de Ñaembé

Després de la derrota de Felipe Varela encara quedaven tres províncies argentines en mans federals; a Córdoba, la pressió militar va obligar a renunciar al governador Luque, i a Corrientes una revolució liberal va enderrocar al governador federal al maig de 1868. Una tardana reacció federal va ser aixafada per tropes de l'exèrcit nacional, traslladades des del front paraguaià en defensa d'un govern sorgit d'un cop d'estat.
Només quedava Entre Ríos, on Urquiza convivia pacíficament amb el govern nacional en contra dels desitjos de molts federals. Poc després del final de la Guerra del Paraguai, l'11 d'abril de 1870, el general Ricardo López Jordán va iniciar una revolució, de la qual va resultar la mort d'Urquiza a mans del cordobès Simón Luengo. López Jordán va ser triat governador per la Legislatura.
El president Sarmiento va enviar a Entre Ríos un exèrcit format per divisions veteranes de la Guerra del Paraguai, però el seu ingrés va ser prohibit pel governador; quan el desembarcament es va produir, López Jordán va ordenar la mobilització general de la província. Sarmiento va declarar la guerra a Entre Ríos, encara que el Congrés de la Nació no va autoritzar la intervenció federal a aquesta província fins al mes d'agost.
Quatre exèrcits van avançar simultàniament sobre la província; les tropes nacionals (superiors en armament i disciplina) van ocupar les ciutats, de manera que López Jordán va haver de retirar-se cap a l'interior de la província, on els entrerrians (amb millors cavalls) se sostenien avantatjosament. A l'octubre, una sagnant victòria nacional va permetre als invasors avançar per l'interior entrerrià. Buscant obrir un nou front, López Jordán va envair la província de Corrientes, però el 26 de gener de 1871 va ser completament derrotat en la batalla de Ñaembé; poc després va fugir al Brasil.
El Partit Federal entrerrià va ser destruït, i els federals van ser desplaçats de tots els llocs públics, fins i tot els capellans i els mestres.
Mentrestant, a Corrientes, els liberals combatien entre ells; el gener de 1872, el governador (partidari de Mitre) va ser enderrocat pels autonomistes (partidaris de Sarmiento), que van confirmar el seu triomf en combat al mes de març.
Al maig de 1873, els federals van cridar en el seu auxili a López Jordàn. A finals d'aquest mes, aquest ja controlava tota la província, al capdavant d'un exèrcit que va arribar a tenir 16.000, bé proveït d'artilleria i infanteria.
Sarmiento va respondre posant preu al cap de López Jordán i decretant la intervenció federal d'Entre Ríos. Tres exèrcits van ocupar la província sota el comandament superior de Martín de Gainza. Novament es van succeir combats a tota la província; al desembre, López Jordán va ser vençut a la Batalla de Don Gonzalo, després de la qual diversos oficials presoners van ser afusellats. El dia de Nadal, López Jordán partia cap a l'Uruguai.
El cabdill faria un últim intent al novembre de 1876, però no va aconseguir reunir més de 800 homes i va ser fet presoner. Després de passar tres anys pres, va fugir a l'Uruguai. Al seu retorn, va ser assassinat a Buenos Aires.
El Partit Federal havia desaparegut en tot el país; alguns dels seus antics seguidors s'incorporarien al Partit Autonomista Nacional, que amb el temps es convertiria en un partit conservador.

### Població, sanitat i transports

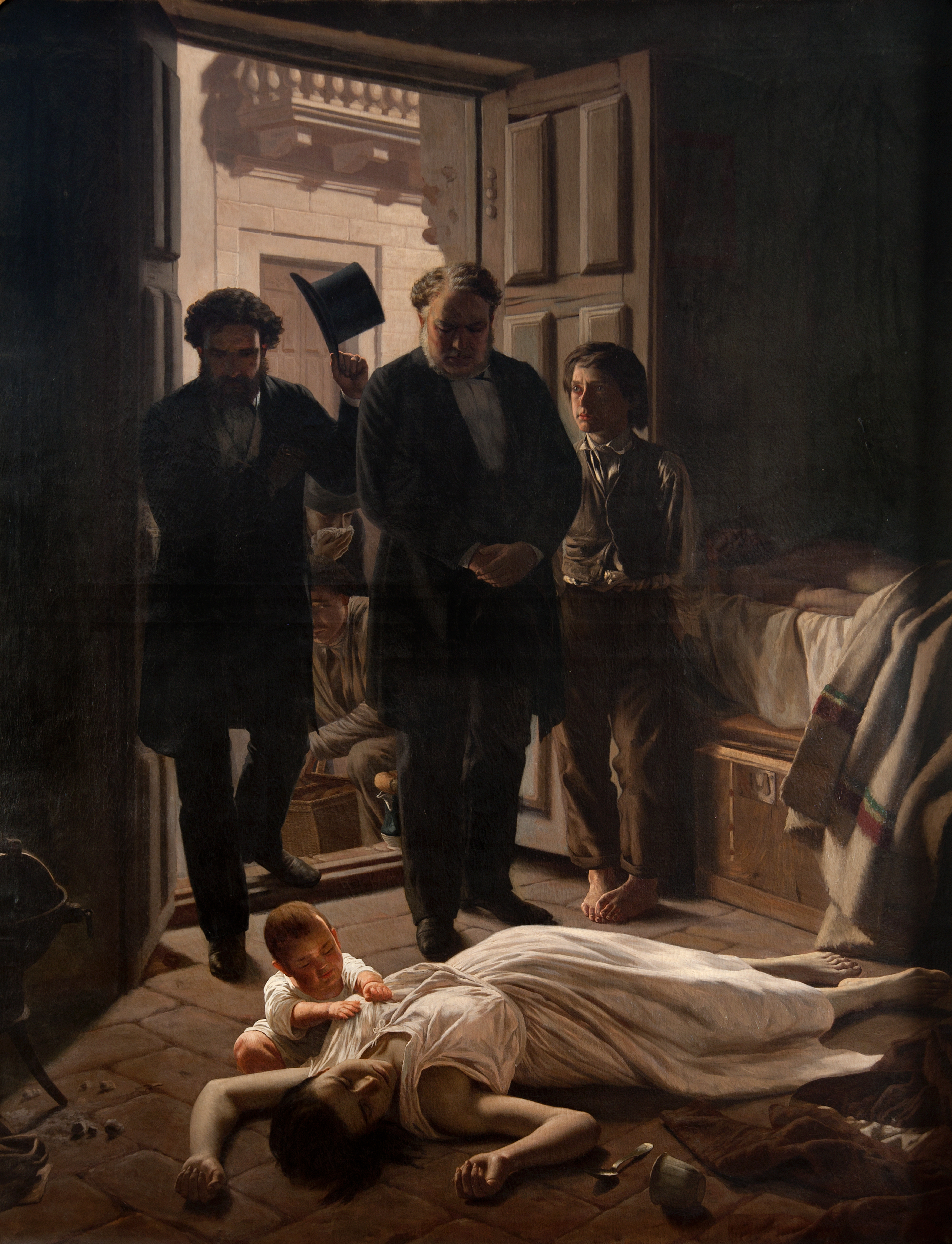
Un episodi de la febre groga a Buenos Aires (1871), de Juan Manuel Blanes. Oli sobre tela, 230 x 180 cm. Museu Nacional d'Arts Visuals

Una de les primeres mesures de Sarmiento va ser organitzar el primer cens nacional, que es va realitzar l'any 1869; el mateix va publicar el resultat d'1.836.490 habitants per al país. El 8% del total eren immigrants europeus, el 70% era població rural, i el 71% del total era analfabeta.
Durant el seu mandat va tenir un augment important la immigració, amb l'arribada de 280.000 immigrants, que es van assentar principalment a la ciutat de Buenos Aires i (en menor mesura) en colònies agrícoles a les províncies del Litoral.
El ràpid augment de la població a la capital va generar problemes d'habitatge i higiene a gran escala; el 1871, una epidèmia de febre groga (probablement a conseqüència de la guerra) va causar la mort a Buenos Aires d'al voltant de 14.000 persones. El govern nacional en ple va fugir de la ciutat, de manera que la lluita contra la pesta es va fer per mitjà d'una comissió; aquesta va disposar la creació del Cementiri de la Chacarita, i en els anys següents es van crear les primeres xarxes d'aigües corrents i de clavegueres de la ciutat.
Un dels seus principals objectius va ser la construcció d'un ferrocarril trasandí, que unís l'oceà Atlàntic amb el Pacífic. Per a això es va afavorir la construcció del ramal des de Vila María fins a Río Cuarto; també es va construir el ramal des de Córdoba fins a Tucumán, i dos curts ramals entre Concordia (Entre Ríos) i Mercedes (Corrientes), i entre Buenos Aires i Campana. La xarxa ferroviària va passar de 573 km el 1868 a 1331 km el 1874.
Durant el seu mandat es va instal·lar el primer servei de tramvies a Buenos Aires, es van tendir uns 5.000 km de línies telegràfiques, i es van construir alguns ports, com els de Zárate i San Pedro. Es va projectar un port modern a Buenos Aires, endeutant el país en 30 milions de pesos per a dur endavant l'obra, però aquests diners va ser malgastat en obres menors.
El 1873 es va crear el Banc Nacional, que va prestar els diners a baix interès o a deutors insolvents. El deute públic (impulsat pel generat arran de la Guerra del Paraguai) va arribar a nivells insostenibles, tot i que la crisi econòmica resultant esclataria durant la gestió del seu successor.

### Relacions exteriors
Durant la primera part de la seva gestió, el canceller Mariano Varela va pretendre portar endavant una política gairebé idealista pel que fa al futur del Paraguai; la seva coneguda frase «La victòria no dona drets» formava part d'un intent de limitar les ambicions expansionistes de Brasil. La resposta del Brasil va ser aprofitar aquesta mateixa política per fer que el govern paraguaià protestés per l'ocupació argentina de Villa Occidental, enfront d'Asunción. Quan l'ambaixador brasiler a Paraguai va forçar canvis en el govern paraguaià, el president va reemplaçar a Varela per Carlos Tejedor.
El 1872, Brasil va signar un tractat de límits amb el Paraguai, pel qual s'adjudicava tot el territori en conflicte, i tot seguit va donar suport al Paraguai en la seva defensa contra les reclamacions argentines. Tejedor va iniciar llavors una agressiva campanya per resoldre com més aviat millor els desacords, que van portar a un creixent enfrontament amb Brasil.
Les relacions amb Xile es van centrar en la discussió sobre els drets de tots dos països sobre la Patagònia. El 1874 es va decidir que un arbitratge del rei d'Anglaterra solucionaria els desacords entre els dos països.
No va ser fins a la presidència d'Avellaneda, successor de Sarmiento, que es va signar el tractat definitiu de límits amb el Paraguai, pel qual l'Argentina s'adjudicava l'actual província de Misiones i el Chaco Central, i renunciava a la part nord del Chaco Boreal, sotmetent-se a arbitratge la possessió de la fracció sud del mateix. L'arbitratge pactat, arbitrat el 1878 pel president estatunidenc Rutherford B. Hayes, va adjudicar aquest territori al Paraguai.

## La presidència d'Avellaneda (1874-1880)

### La revolució del 74

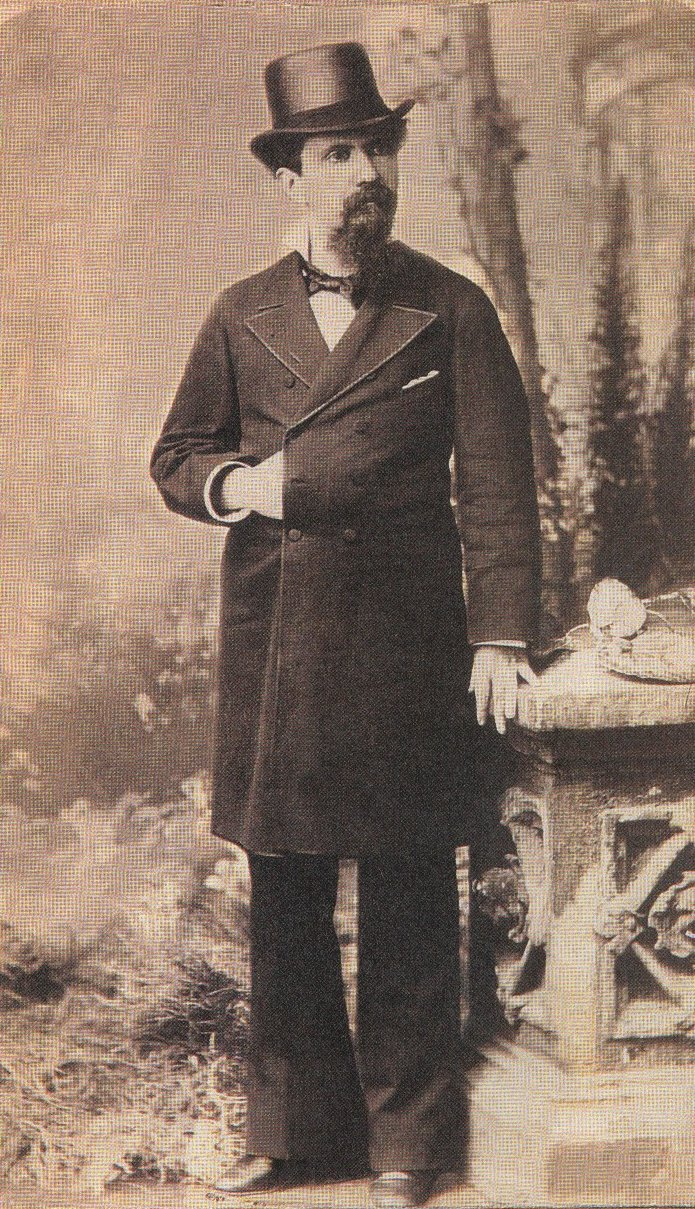
Nicolás Avellaneda (1879)

En les eleccions per a diputats nacionals de 1874 a Buenos Aires va triomfar l'oposició, però la legislatura provincial va alterar els resultats i va donar la victòria al Partit Autonomista. Poc després triomfava la candidatura presidencial oficialista de Nicolás Avellaneda a gairebé tot el país; el vicepresident triat va ser Mariano Acosta, governador de Buenos Aires i amic personal d'Adolfo Alsina. Els partidaris de Mitre es van preparar per a la revolució.
Sarmiento sabia que s'estava gestant una revolució, pel que va ordenar treure el comandament de tropes als oficials rebels; però això mateix va precipitar el començament de la revolta, que va començar el 23 de setembre de 1874.
Els caps militars de la revolució (els generals Ignacio Rivas i Juan Andrés Gelly y Obes) es van traslladar al sud de la província de Buenos Aires, reunint voluntaris en els pobles de la campanya fins a sumar gairebé 5.000 homes. No obstant això, eren gairebé enterament de cavalleria i estaven mal armats. El 26 d'octubre (havia esperat que Sarmiento descendís de la presidència), Mitre va prendre el comandament de la revolució.
Per la seva banda, el general José Miguel Arredondo revoltava la frontera sud de la província de Córdoba i després va ocupar la capital provincial. D'allí va tornar cap al sud, buscant unir-se a Mitre. El coronel Julio Argentino Roca es va interposar entre els dos exèrcits rebels, de manera que Arredondo es va traslladar a Mendoza, derrotant a les milícies provincials en la primera batalla de Santa Rosa i reemplaçant als governadors de Mendoza i San Juan.
Suposant que Arredondo encara dominava Córdoba, Mitre va marxar cap al nord. El 26 de novembre va atacar a la petita força del tinent coronel José Inocencio Arias, en la batalla de La Verde; la cavalleria de Mitre va ser destrossada per la infanteria d'Arias, excel·lentment armada, parapetada i comandada. Una setmana més tard, Mitre es rendia a Junín.
Per la seva banda, Arredondo va esperar a Roca a Santa Rosa; Roca va envoltar les posicions del seu enemic i el va derrotar el 7 de desembre a la segona batalla de Santa Rosa, prenent-lo presoner.
Mitre, Arredondo i els seus oficials van ser arrestats, sotmesos a consell de guerra i donats de baixa de l'Exèrcit.

### L'economia i la crisi
El permanent dèficit pressupostari i la urgència d'afrontar el pagament dels deutes públics va ser la causa de la sanció, a principis de 1875, d'una Llei de Duanes que augmentava un 40% els drets d'importació de productes industrials. A finals de 1875 es va fer evident la crisi financera del govern, causada per la mala administració financiera del govern i per la baixada dels preus de les matèries primeres en el mercat mundial. El Banc Nacional va ser utilitzat per a solucionar part de les necessitats de fons del govern nacional, però per això va haver de acudir, al seu torn, a un crèdit pres al Banc de la Província de Buenos Aires.

Finalment, després de buscar infructuosament altres sortides, el president es va decidir a una reducció massiva de la despesa pública, acomiadant 6000 empleats públics i baixant els sous en un 15%. En un discurs molt conegut, va afirmar que:
| « | Hi ha dos milions d'argentins que economizarán fins sobre la seva fam i la seva set, per respondre a una situació suprema als compromisos de la nostra fe pública en els mercats estrangers. | » |

No tots estaven d'acord amb aquesta solució; existia una fracció de l'autonomisme (en que sobresortien Dardo Rocha, Miguel Cané, Carlos Pellegrini i Vicente Fidel López) que durant successives discussions parlamentàries al llarg de l'any 1875 van proposar alguna forma de proteccionisme per promoure la industrialització, perquè el país deixés de dependre de les exportacions de productes primaris i les importacions de productes industrials. Després d'un període durant el qual van tenir alguna acollida en la premsa, les seves propostes acabarien per ser deixades de costat davant la progressiva solució de la crisi. Solució que només en part es va deure a l'austeritat governamental; va ser l'augment del preu de la llana el que va revertir el dèficit comercial.
Quan va tenir en clar que la crisi arribava a la seva fi, el president va proposar una Llei d'Immigració i Colonització (la Llei Avellaneda) que promovia activament la immigració per la promoció de la seva inserció en la societat; es garantia als immigrants l'allotjament al port d'arribada i en el punt de l'interior en què decidissin radicar, i se'ls facilitava aconseguir el seu primer treball. Es va produir un nou augment del nombre d'immigrants, que es van instal·lar en les colònies agrícoles de Santa Fe, Entre Ríos i Córdoba (i fins i tot unes poques a Buenos Aires) en major proporció que fins llavors.
El 1876 es va realitzar el primer embarcament de carn congelada cap a Europa, i l'any següent les primeres exportacions de cereals. Aquestes activitats anirien creixent gradualment fins a convertir-se en les dues línies més importants de les exportacions argentines a partir de la dècada del 1890.
El 1875 es va inaugurar la primera Exposició Rural de Buenos Aires, organitzada per la Societat Rural Argentina, que ha estat continuada anualment fins a l'actualitat.
Com a conseqüència (i també com a condició necessària) d'aquesta expansió agrícola, l'extensió de la xarxa ferroviària va tenir un gran impuls durant el govern d'Avellaneda, arribant-se als 2.516 km al final del seu mandat, el que equival a un augment el 89% en sis anys. El mateix president va inaugurar el ramal fins a San Miguel de Tucumán (iniciat durant la presidència de Sarmiento), i es van estendre els dos ferrocarrils de la província de Buenos Aires: l'Oest i el Sud. També es va estendre el ramal que havia d'anar cap a Xile, arribant fins a Villa Mercedes, a San Luís.

### La Conciliació dels Partits
En assumir el comandament, Avellaneda havia nomenat un gabinet format per quatre provincians i un porteny, Adolfo Alsina, que exercia com a Ministre de Guerra.
També a principi d'aquest any es van produir les eleccions de governador a Buenos Aires, on el mitrisme es va negar a participar; en canvi es van enfrontar dos sectors de l'autonomisme; un, sostingut pel president, va portar com a candidat a Carlos Casares, un estanciero propens a acostar posicions amb el mitrisme que va derrotar el sector més radicalitzat, en què figuraven Dardo Rocha, Aristóbulo del Valle i Leandro Nicéforo Alem.
Davant la perspectiva d'un enfrontament permanent amb el mitrisme, Avellaneda va preferir pactar amb ell. Va amnistiar als caps militars de la revolució del 74, va incloure noms d'aquest partit a les llistes autonomistes per a les eleccions de diputats, i en els successius recanvis de ministres va preferir nomenar els amics de Mitre. En les eleccions portenyes de 1878, la llista de la Conciliació va portar a la governació a un autonomista molt proper al mitrisme, Carlos Tejedor.
No obstant això, la mort del ministre Alsina el gener de 1878 va iniciar el distanciament de tots dos partits. La intervenció del president a favor de governador de La Rioja (a mitjan d'aquest any) va causar la renúncia dels ministres mitristes. El president es va recolzar des de llavors exclusivament a la Lliga de Governadors, que va passar a anomenar-se oficialment Partit Autonomista Nacional. Per la seva banda, Mitre va anunciar la creació oficial del Partit Nacionalista. El general Gainza i el governador Tejedor es van incorporar al Partit Nacionalista.

### La Conquesta del Desert
El 1867, s'havia promulgat la Llei 215 d'ocupació de la terra, que ordenava al govern nacional portar les fronteres al riu Negro, però no es va aplicar a causa de la Guerra del Paraguai.
L'ofensiva contra els indígenes va haver d'esperar fins a l'any 1872; davant els senyals que es planejaven atacs contra les seves tolderías, el cacic major Calfucurá va ordenar el malón més gran de la història, que al març d'aquest any, va atacar i saquejar gran part del centre de la província de Buenos Aires. Una ràpida reacció del general Rivas amb suport d'indígenes ranquels li va permetre una completa victòria en la batalla de San Carlos.
A partir de llavors, i afavorit el govern nacional per la mort de Calfucurá, es va iniciar una sèrie d'avenços a la frontera, especialment a l'oest de Buenos Aires. A principis de 1876, els cacics Juan José Catriel i Manuel Namuncurá (fill i successor de Calfucurá) van llançar un altre gran malón sobre el sud de Buenos Aires.
El ministre Alsina va llançar llavors una agressiva campanya per ocupar l'oest de Buenos Aires; al llarg de 1876 va avançar amb cinc columnes paral·leles sobre els principals assentaments d'avançada dels indígenes, ocupant-los. Per evitar noves incursions, va ordenar la construcció de l'anomenada Zanja de Alsina (Rasa d'Alsina, una línia de fortins units per una rasa de 3,50 metres d'ample per 2,60 metres de profunditat), que va servir com a límit amb els territoris sense conquistar de 374 km entre Italó (al sud de Córdoba) i Nova Roma, a poca distància de Bahía Blanca.
Sense adonar-se'n, en prendre les llacunes de l'oest de Buenos Aires, Alsina va destruir les bases de la prosperitat dels indígenes, ja que les llacunes ocupades eren utilitzades per mantenir alimentats als seus cavalls i per engreixar els animals de càrrega pels malons; d'altra banda, en aquests anys la població indígena va ser atacada per una epidèmia de verola que va costar la vida a milers d'ells.
Després de la mort d'Alsina, Avellaneda va nomenar en el seu lloc al general Julio Argentino Roca, que havia criticat la suposada actitud defensiva d'Alsina. En contrast amb el seu antecessor, que havia intentat incorporar als indígenes a la civilització occidental, Roca creia que l'única solució contra l'amenaça dels indígenes era la seva submissió, la seva expulsió o la seva eliminació. Sobre la base d'aquesta premissa va proposar un projecte de llei per ocupar tot el territori indígena fins als rius Negro i Neuquén en dos anys. La llei va ser sancionada el 4 d'octubre de 1878, acordant 1.700.000 pesos al projecte, quan el pla ja estava en marxa.
Al llarg de l'any 1878 es van llançar successives ofensives sobre les posicions indígenes, causant centenars de baixes a les forces de Namuncurá i la captura dels temuts cacics ranquels Pincén, Catriel i Epumer. Uns 4.000 indígenes (en la seva majoria dones i nens) van ser capturats en aquestes campanyes.
L'11 d'octubre de 1878, mitjançant la Llei 954, es va crear la Governació de la Patagònia, amb seu a Mercedes de Patagones, actual Viedma, amb jurisdicció fins al cap d'Hornos. El seu primer governador va ser el coronel Álvaro Barros.
L'abril del 1879 es va llançar l'atac final; cinc divisions que sumaven 6.000 homes (incloent 820 indígenes aliats) van avançar en ventall cap al riu Negro. El ministre Roca va celebrar el 25 de maig a l'illa Gran de Choele Choel. D'acord amb la memòria presentada pel ministre de Guerra, 1.313 indis de llança van resultar morts i 1.271 van ser fets presoners; 5 cacics principals van ser fets presoners i un va ser mort; 10.513 indis «de xusma» (dones i nens) van ser fets presoners, i altres 1.049 van ser reduïts.

### La revolució de 1880

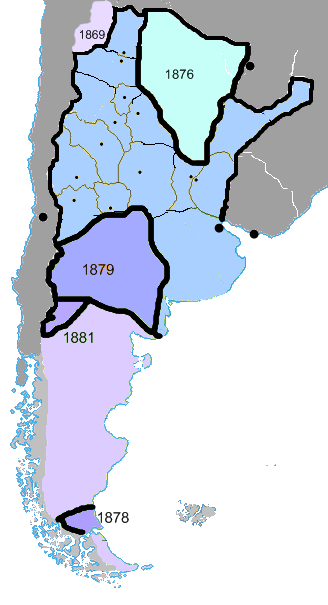
Mapa de l'Argentina (1881), abans de la presidència de Julio Argentino Roca

Després del fracàs de la Conciliació, els nacionalistes van proposar com a candidat presidencial a Tejedor, que comptava amb el suport de Buenos Aires i Corrientes. Després de la mort d'Alsina (candidat natural dels autonomistes), el general Roca va ser proposat com a candidat pel seu cunyat, el governador cordobès Miguel Juárez Celman, i a Buenos Aires pel metge Eduardo Wilde; aviat va tenir el suport de la major part dels governadors.
Poc abans, Avellaneda havia proposat la federalització de la ciutat de Buenos Aires com a solució definitiva a la «qüestió capital».
Tejedor va ordenar la formació de milícies provincials, i gran quantitat de portenys es van allistar en una força militar de voluntaris. Al començament del 1880, per decret, Avellaneda va prohibir a les províncies crear cossos de voluntaris armats, i als oficials de l'Exèrcit ensinistrar els voluntaris portenys. Molts d'aquests, inclosos els generals Arias i Campos i el coronel Hilario Lagos (fill), van sol·licitar la baixa de l'Exèrcit. Després d'una agressiva manifestació portenya que va estar a punt d'atacar la Casa Rosada, el 17 de febrer Tejedor es va reunir amb Avellaneda, que es va comprometre a no ocupar la capital amb l'Exèrcit.
L'11 d'abril es van realitzar les eleccions per a president, de les quals va sorgir una àmplia victòria per als electors de Roca, excepte a Buenos Aires i Corrientes. El 25 d'abril, en una reunió en una canonera, Tejedor va oferir a Roca seva renúncia a la candidatura presidencial, a canvi d'igual gest de part de Roca, que va rebutjar la comanda. El desembarcament de 3.500 fusells i milers de municions a Riachuelo va causar un tiroteig entre forces portenyes i nacionals.
El 13 de juny, Avellaneda va decretar el trasllat del govern federal al poble de Belgrano com a capital provisional, i el Senat i part de la Cambra de Diputats es van traslladar allà. Aquest mateix dia es va reunir el Col·legi Electoral, que va triar president al general Roca.
Quatre dies més tard van començar els combats; després de dues batalles sobre el Riachuelo (Batalla de Barracas i Batalla de Puente Alsina), les forces portenyes van aconseguir detenir per tercera vegada a les forces nacionals a Los Corrales. Davant l'amenaça d'un nou atac, el coronel Lagos va abandonar les seves posicions.
S'havien produït uns 3.000 morts, i la situació de Buenos Aires era desesperada; amb prou feines comptava amb 4.000 homes i les forces nacionals seguien avançant, de manera que Tejedor va encarregar a Mitre negociar amb el president. El dia 25 de juny es va signar un acord que incloïa una àmplia amnistia, la renúncia de Tejedor, el reconeixement de l'elecció presidencial de Roca i la federalització de Buenos Aires si el Congrés així ho decidia. Les milícies van ser desarmades, i Tejedor va renunciar el dia 30.

### La solució de la Qüestió Capital
El 24 d'agost, el president va enviar el projecte de llei per federalitzar la ciutat de Buenos Aires, que va ser sancionada el 21 de setembre.
Encara faltava (d'acord amb el qual estableix la reforma constitucional de 1860) l'aprovació de la federalització per part de la legislatura portenya. Aquesta va iniciar el debat el 12 de novembre, destacant-se en la seva defensa el diputat, periodista i poeta José Hernández, mentre que el principal opositor va ser Leandro N. Alem, tots dos autonomistes. El 25 de novembre la Llei va ser aprovada per majoria.
Durant la governació de Dardo Rocha, la capital de la província de Buenos Aires s'establiria en una ciutat que va ser fundada especialment amb aquesta fi al novembre de 1882, amb el nom de La Plata. El 1887 s'incorporarien els partits de Flores i Belgrano a la Capital Federal.
El 12 d'octubre de 1880, el general Julio Argentino Roca havia assumit la presidència de la Nació, iniciant el període de la República Conservadora.